# Liste der Biografien/Mou
Liste der Biografien |
Portal Biografien |
Personensuche
# |
A |
B |
C |
D |
E |
F |
G |
H |
I |
J |
K |
L |
M |
N |
O |
P |
Q |
R |
S |
T |
U |
V |
W |
X |
Y |
Z |
?
 
Ma |
Mb |
Mc |
Md |
Me |
Mf |
Mg |
Mh |
Mi |
Mj |
Mk |
Ml |
Mm |
Mn |
Mo |
Mp |
Mq |
Mr |
Ms |
Mt |
Mu |
Mv |
Mw |
Mx |
My |
Mz
 
Moa |
Mob |
Moc |
Mod |
Moe |
Mof |
Mog |
Moh |
Moi |
Moj |
Mok |
Mol |
Mom |
Mon |
Moo |
Mop |
Moq |
Mor |
Mos |
Mot |
Mou |
Mov |
Mow |
Mox |
Moy |
Moz
Die Liste der Biografien führt alle Personen auf, die in der deutschsprachigen Wikipedia einen Artikel haben. Dieses ist eine Teilliste mit 547 Einträgen von Personen, deren Namen mit den Buchstaben „Mou“ beginnt.

## Mou
- Mou, Qizhong (* 1941), chinesischer Unternehmer

### Moua
- Moua, Doua (* 1987), US-amerikanischer Schauspieler
- Moua, Michaela (* 1976), finnische Basketballspielerin und Antirassismusbeauftragte der Europäischen Union
- Mouakkad, Germanos (1853–1912), melkitischer Geistlicher und Bischof von Baalbek
- Mouallem, Pierre (* 1928), israelisch-arabischer Geistlicher, Erzbischof von Akka
- Mouallimi Abdallah Yahya Al (* 1952), saudischer Diplomat
- Mouamba, Clément (1943–2021), kongolesischer Politiker
- Mouanga, Ildevert Mathurin (* 1966), kongolesischer Geistlicher, römisch-katholischer Bischof von Kinkala
- Mouanga, Yaël (* 2005), französisch-kongolesischer Fußballspieler
- Mouat, Bruce (* 1994), schottischer Curler
- Mouawad, Joseph (* 1970), libanesischer Geistlicher, Kurienbischof in Antiochien
- Mouawad, Nisrine (* 2009), libanesische Leichtathletin
- Mouawad, Wajdi (* 1968), libanesischer Schriftsteller, Dramatiker, Schauspieler und Regisseur
- Mouaya, Patrick (* 1985), kongolesischer Fußballspieler
- Mouazan, Baptiste (* 2001), französischer Fußballspieler

### Moub
- Moubamba, Cédric (* 1979), gabunischer Fußballspieler
- Moubandje, François (* 1990), Schweizer Fussballspieler
- Moubarak, Abdel Latif (* 1964), ägyptischer Dichter
- Moubelet-Boubeya, Pacôme (* 1963), gabunischer Politiker

### Mouc
- Moucha, Stéphane (* 1968), französischer Musiker und Komponist
- Mouchard de Chaban, François Louis René (1757–1814), französischer Beamter, Präfekt des Département de Rhin-et-Moselle (1803–1805)
- Mouchawar, Alan (* 1960), US-amerikanischer Wasserballspieler
- Mouche, Edmond (1899–1989), französischer Autorennfahrer
- Mouche, Pablo (* 1987), argentinischer Fußballspieler
- Moucheraud, Maurice (1933–2020), französischer Radrennfahrer
- Moucheraud, Paul (* 1980), französischer Radrennfahrer
- Moucheron, Frederik de (1634–1686), niederländischer Maler
- Mouchet, Catherine (* 1959), französische SchauspielerinCatherine Mouchet (* 1959)

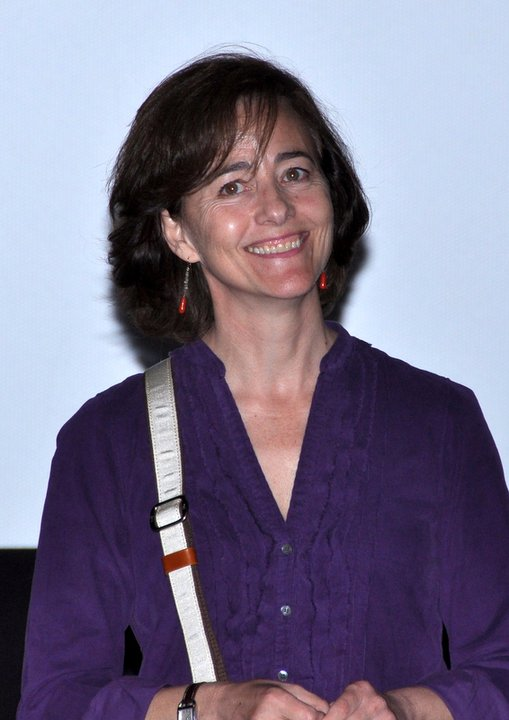
Catherine Mouchet (* 1959)

- Mouchet, Charlotte (* 1996), französische Mittelstreckenläuferin
- Mouchez, Ernest (1821–1892), französischer Astronom und Admiral
- Mouchlias, Dimitrios (* 2001), griechischer Volleyballspieler
- Mouchon, Louis Eugène (1843–1914), französischer Graveur, Medailleur, Gemmenschneider, Briefmarken- und Banknoten-Stecher
- Mouchot, Augustin (1825–1912), französischer Erfinder
- Mouchot, Martina, deutsche Drehbuchautorin und Filmproduzentin
- Mouchou, Irini (* 1987), griechische Triathletin
- Mouchtar-Samorai, David (* 1942), israelischer Theater- und Opernregisseur
- Moučka, Jaroslav (1923–2009), tschechischer Schauspieler
- Moucka, Peter (* 1951), österreichischer Schauspieler und Hörspielsprecher
- Moučková, Kamila (1928–2020), tschechische Fernsehmoderatorin

### Moud
- Moudallal, Samih (* 1939), syrischer Unternehmer und Sportfunktionär
- Moudani-Likibi, Fred (* 1999), französischer Kugelstoßer
- Moudarres, Fateh al- (1922–1999), syrischer Kunstmaler, Schriftsteller und Bildhauer
- Moudden, Amina (* 1984), marokkanische Diskuswerferin
- Moudeina, Jacqueline (* 1957), tschadische Rechtsanwältin und Menschenrechtsaktivistin
- Moudenc, Jean-Luc (* 1960), französischer Politiker
- Moudio, François Joël (* 2000), kamerunischer Hochspringer
- Moudou, Bouchra (* 1986), niederländisch-marokkanische Fußballspielerin
- Moudrik, Younès (* 1977), marokkanischer Leichtathlet

### Moue
- Moue, Emi (* 1985), japanische Badmintonspielerin
- Moueffek, Aïmen (* 2001), französisch-marokkanischer Fußballspieler
- Mouelhi, Aymen (* 1986), gibraltarisch-tunesischer Fußballspieler
- Mouelhi, Khaled (* 1981), tunesischer Fußballspieler

### Mouf
- Moufang, Christoph (1817–1890), deutscher Geistlicher, Kapitularvikar und Bistumsverweser von Mainz, Politiker (Zentrum), MdR
- Moufang, Eugen (1889–1967), deutscher Jurist und niedergelassener Rechtsanwalt
- Moufang, Franz (1893–1984), deutscher Jurist
- Moufang, Nicola (1886–1967), deutscher Jurist und Kunsthistoriker
- Moufang, Ruth (1905–1977), deutsche Mathematikerin
- Moufang, Wilhelm (1895–1989), deutscher Jurist
- Mouffe, Chantal (* 1943), belgische PolitikwissenschaftlerinChantal Mouffe (* 1943)

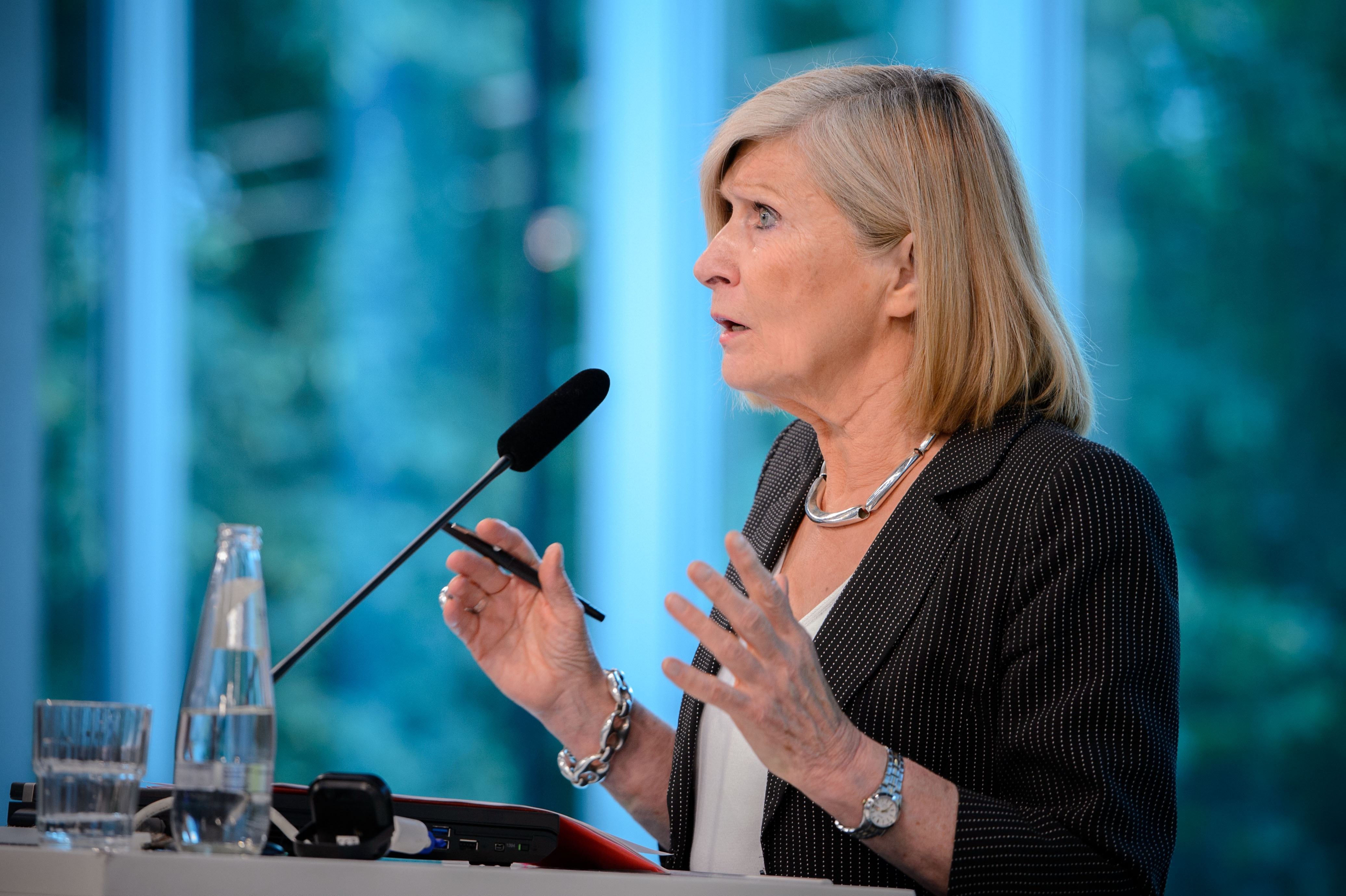
Chantal Mouffe (* 1943)

- Moufflet, André (* 1883), französischer Sprachpurist
- Mouflard, Maurice, französischer Jazzmusiker

### Moug
- Mougard, Sophie (* 1964), französische Ingenieurin
- Mougel, Adrien (* 1988), französischer Skilangläufer
- Mougel, Damien (* 1985), französischer Cyclocrossfahrer
- Mougel, Eugène (1808–1890), französischer Wasserbauingenieur
- Mougel, Laurie (* 1988), französische Skirennläuferin
- Mougel, Yvon (* 1955), französischer Biathlet
- Mougeot, Antoine (1815–1889), französischer Arzt, Paläobotaniker und Geologe
- Mougeot, Jean-Baptiste (1776–1858), französischer Arzt und Botaniker
- Mougeot, Léon (1857–1928), französischer Rechtsanwalt und Politiker
- Mougin, Eugène (1852–1923), französischer Bogenschütze
- Mougios, Dimitrios (* 1981), griechischer Ruderer
- Mouglalis, Anna (* 1978), französische Schauspielerin und FotomodellAnna Mouglalis (* 1978)

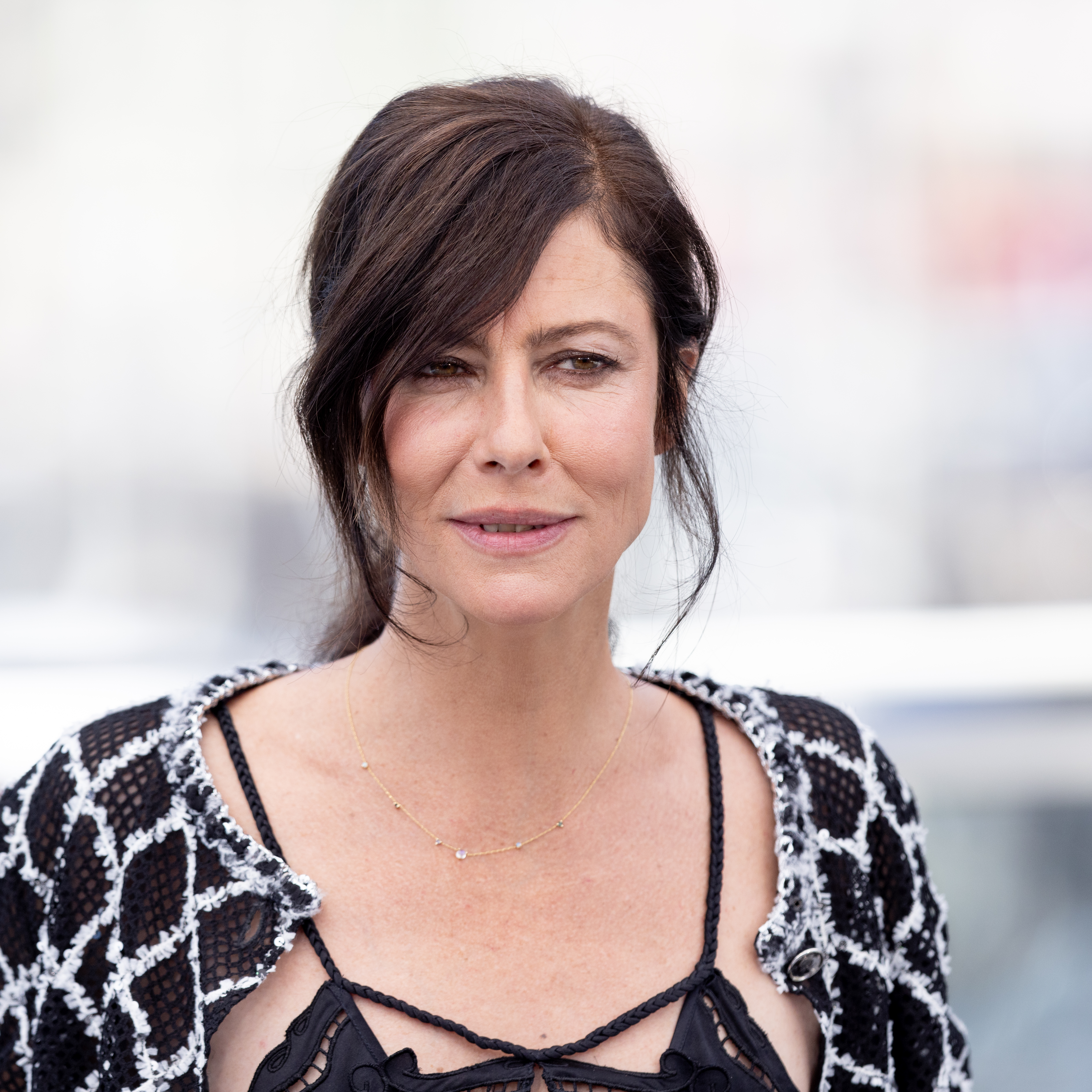
Anna Mouglalis (* 1978)

### Mouh
- Mouha, Liesbeth (* 1983), belgische Beachvolleyballspielerin
- Mouhandes, Fouad El (1924–2006), ägyptischer Schauspieler und Komödiant
- Mouhiidine, Aziz (* 1998), italienischer Boxer
- Mouhot, Clément (* 1978), französischer Mathematiker
- Mouhot, Henri (1826–1861), französischer Naturalist und Forschungsreisender
- Mouhtare, Touhfat (* 1986), Schriftstellerin aus den Komoren
- Mouhy, Charles de Fieux de (1701–1784), französischer Schriftsteller
- Mouhyadin, Abdi Waiss (* 1996), dschibutischer Leichtathlet

### Moui
- Mouillard, Hartwig von (1920–1991), deutscher Journalist
- Mouillard, Louis (1834–1897), französischer Ingenieur, Pionier des Flugzeugbaus
- Mouille, Serge (1922–1988), französischer Produktdesigner
- Mouillefarine, Henri (1910–1994), französischer Radsportler
- Mouillère, Jean (* 1941), französischer klassischer Violinist und Musikpädagoge
- Mouillierat, Kael (* 1987), kanadischer Eishockeyspieler
- Mouïsse, Michel Pierre Marie (* 1939), französischer Priester, emeritierter Bischof von Périgueux
- Mouissi, Sascha El (* 1983), deutscher Pianist und Liedbegleiter
- Mouithys, Lys (* 1985), kongolesischer Fußballspieler

### Mouj
- Moujahid, Elhassane (* 2000), marokkanischer Mittelstreckenläufer
- Mouján, Magdalena (1926–2005), argentinische Mathematikerin, Informatikerin und Science-Fiction-Autorin
- Moujica, Jacques (1926–1950), spanisch-französischer Radsportler

### Mouk
- Moukaddam, Jörg (* 1967), deutscher Schauspieler
- Moukailou, Kekere (* 1992), ivorischer Fußballspieler
- Moukam, Hervaine (* 1994), kamerunisch-französischer Fußballspieler
- Moukandjo, Benjamin (* 1988), kamerunischer Fußballspieler
- Moukhles, Amine (* 1996), marokkanischer Kugelstoßer
- Moukhtatif, Abdelkader (1934–2022), marokkanischer Fußballspieler
- Moukila, Paul (1950–1992), kongolesischer Fußballspieler
- Moukim, Rkia el- (* 1988), marokkanische Langstreckenläuferin
- Moukoko, Dooh (* 1990), kamerunischer Fußballspieler
- Moukoko, Youssoufa, deutsch-kamerunischer FußballspielerYoussoufa Moukoko

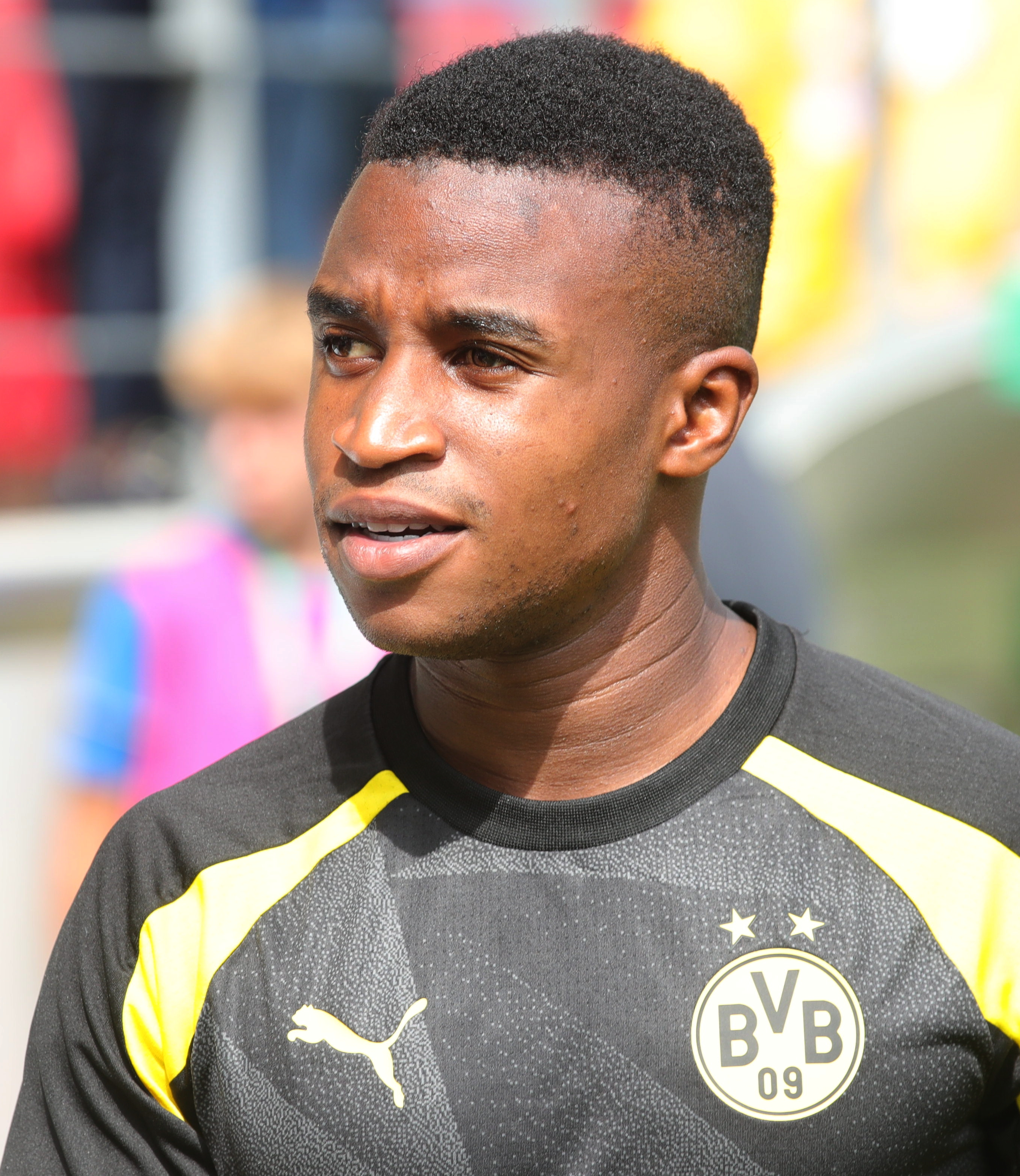
Youssoufa Moukoko

- Moukoudi, Harold (* 1997), französisch-kamerunischer Fußballspieler
- Mouktar, Kamil (* 1977), ghanaisch-deutscher Fußballspieler

### Moul
- Moul, Maxine (* 1947), US-amerikanische Politikerin
- Moula, Frédéric (1703–1782), Schweizer Mathematiker und Meteorologe
- Moula, Slimane (* 1999), algerischer Mittelstreckenläufer
- Moulaei, Bahador (* 1992), iranischer Gewichtheber
- Moulaert, Georges (1875–1958), belgischer Generalmajor und Kolonialadministrator
- Moulaert, René (1901–1965), belgischer Filmarchitekt
- Moulay Rachid (* 1970), marokkanischer Adeliger, Prinz von Marokko
- Mould, Beverly (* 1962), südafrikanische Tennisspielerin
- Mould, Bob (* 1960), US-amerikanischer Sänger und GitarristBob Mould (* 1960)

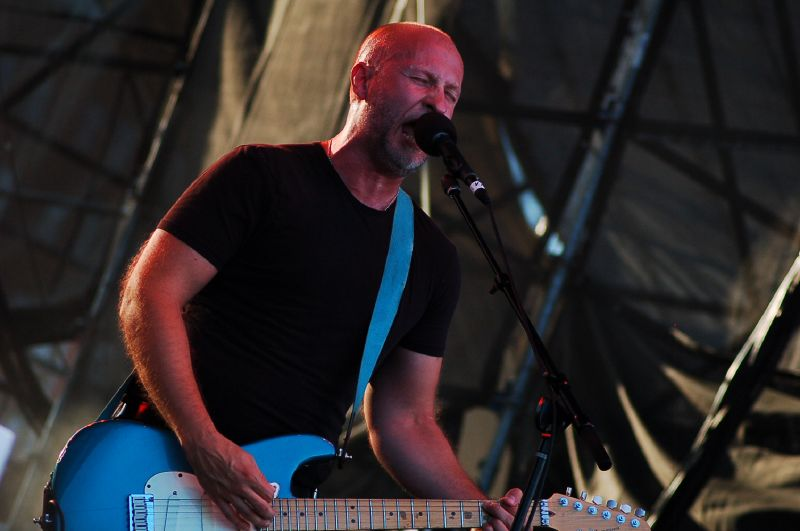
Bob Mould (* 1960)

- Mould, Jeremy (* 1949), britischer Astronom
- Mould, Jonathan (* 1991), britischer Radsportler
- Mould, Philip (* 1960), britischer Kunsthändler
- Mould-Iddrisu, Betty (* 1953), ghanaische Politikerin und Justizministerin (seit 2009)
- Moulder, Alan (* 1959), britischer Musikproduzent
- Moulder, Morgan M. (1904–1976), US-amerikanischer Politiker
- Moulder-Brown, John (* 1953), britischer Schauspieler
- Moule, Arthur Christopher (1873–1957), britischer anglikanischer Sinologe und Hochschullehrer, Missionar
- Moule, Henry (1801–1880), englischer Erfinder, Pfarrer
- Moulène, Jean-Luc (* 1955), französischer Konzeptkünstler
- Moulet, Fernand (1895–1973), französischer Radrennfahrer
- Moulijn, Coen (1937–2011), niederländischer Fußballspieler
- Moulijn, Jeppe (* 1972), niederländischer Dirigent und Komponist
- Moulijn, Simon (1866–1948), niederländischer Maler
- Moulin, Claudine (* 1962), luxemburgische Germanistin und Hochschullehrerin
- Moulin, Félix-Jacques (1802–1869), französischer Fotograf
- Moulin, Friedrich Ferdinand Jakob du (1776–1845), preußischer General der Infanterie, Kommandant der Festung Luxemburg
- Moulin, Jacques Robert Marie (1921–1997), französischer Arzt und Präsident des Weltärztebundes
- Moulin, Jean (1899–1943), französischer Widerstandskämpfer, Leiter der französischen Résistance während des Zweiten WeltkriegsJean Moulin (1899–1943)

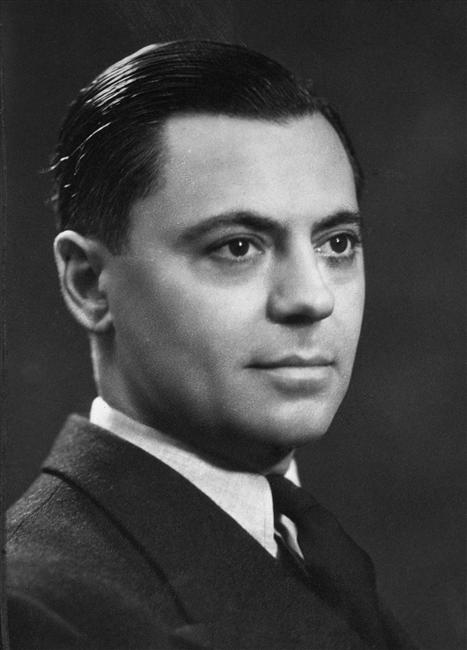
Jean Moulin (1899–1943)

- Moulin, Jean (1905–1988), luxemburgischer Kurzstreckenläufer
- Moulin, Jean-François (1752–1810), französischer General und Politiker
- Moulin, Jean-Pierre (1922–2023), Schweizer Journalist, Schriftsteller und Bühnenautor
- Moulin, Jessy (* 1986), französischer Fußballspieler
- Moulin, Marc (1942–2008), belgischer Jazzmusiker und Hörfunk-Redakteur
- Moulin, Stéphane (* 1967), französischer Fußballspieler und -trainer
- Moulin, Thibault (* 1990), französischer Fußballspieler
- Mouline, Nabil (* 1980), französischer Historiker und Politologe
- Moulines, Carlos Ulises (* 1946), venezolanischer Wissenschaftstheoretiker und Wissenschaftshistoriker
- Moulinet, Bertrand (* 1987), französischer Sportgeher
- Moulinié, Étienne (1599–1676), französischer Komponist der Barockzeit
- Moulinié, François-Jean (1796–1857), Schweizer Politiker
- Moulins, Charles des (1798–1875), französischer Botaniker und Malakologe
- Moulins-Beaufort, Éric de (* 1962), französischer Geistlicher und römisch-katholischer Erzbischof von Reims
- Moulis, Miloslav (1921–2010), tschechoslowakischer Widerstandskämpfer und Journalist
- Moullas, Panagiotis (1935–2010), griechischer Neogräzist
- Moullé, Édouard (1845–1923), französischer Klavierbauer, Komponist und Verleger
- Moullec, Christian (* 1960), französischer Meteorologe, Fotograf und Tierschutzaktivist
- Moullet, Luc (* 1937), französischer Autorenfilmer, Hochschullehrer und Filmkritiker
- Moullier, Bernard (* 1957), französischer Skispringer
- Moullier, Simon (* 1994), französischer Jazzmusiker (Vibraphone, Komposition)
- Moullion, Koloman (1909–1971), ungarisch-kanadischer Chefredakteur der Zeitschrift Jugendruf, Vertriebenenseelsorger, Dekan, Päpstlicher Geheimkämmerer
- Mouloudji, Marcel (1922–1994), französischer Schauspieler und Chansonnier
- Mouloul, Alhousseïni (* 1955), nigrischer Jurist, Diplomat und Politiker
- Mouloungui, Éric (* 1984), französisch-gabunischer Fußballspieler
- Moulson, John (1928–1994), US-amerikanischer Opernsänger (Tenor)
- Moulson, Matt (* 1983), kanadischer Eishockeyspieler und -scout
- Moult, Louis (* 1992), englischer Fußballspieler
- Moult, Merle (1924–2004), sambische Badminton- und Tennisspielerin
- Moult, Thomas (1885–1974), englischer Schriftsteller und Journalist
- Moulton, Alex (1920–2012), britischer Ingenieur und Erfinder
- Moulton, Alycia (* 1961), US-amerikanische Tennisspielerin
- Moulton, Fay (1876–1945), US-amerikanischer Leichtathlet
- Moulton, Forest Ray (1872–1952), US-amerikanischer Astronom und Wissenschaftsorganisator
- Moulton, Herbert (1922–1994), US-amerikanischer Filmproduzent, Regisseur, Drehbuchautor und Schauspieler
- Moulton, John Fletcher, Baron Moulton (1844–1921), britischer Jurist und Politiker, Mitglied des House of Commons
- Moulton, Louise Chandler (1835–1908), US-amerikanische Dichterin, Erzählerin, Kinderbuchautorin und Kritikerin
- Moulton, Mace (1796–1867), US-amerikanischer Politiker
- Moulton, Peter (* 1946), US-amerikanischer Physiker
- Moulton, Samuel W. (1821–1905), US-amerikanischer Politiker
- Moulton, Seth (* 1978), US-amerikanischer Politiker der Demokratischen Partei
- Moulton, Thomas T. (1896–1967), US-amerikanischer Film- und Tontechniker
- Moulton, Tom (* 1940), US-amerikanischer Produzent und Remixer
- Moulton, William G. (1914–2000), US-amerikanischer Sprachwissenschafter
- Moulton-Levy, Megan (* 1985), US-amerikanerin Tennisspielerin
- Moulton-Mayer, Dorothy (1886–1974), englische Sängerin und Biographin
- Moultrie, Olivia (* 2005), amerikanische Fußballspielerin
- Moultrie, William (1730–1805), Gouverneur von South Carolina
- Moulu, Pierre (* 1484), franko-flämischer Komponist und Kleriker der Renaissance
- Mouly, Françoise (* 1955), französische Verlegerin und Herausgeberin
- Mouly, Raymond, französischer Musikwissenschaftler, Jazzautor und -journalist

### Moum
- Moum, Ola (* 1986), norwegischer E-Sportler
- Moum, Thormod (1934–2015), norwegischer Eisschnelllauftrainer und -funktionär
- Moumbagna, Faris (* 2000), kamerunischer Fußballspieler
- Mouminoux, Guy (1927–2022), französischer Comiczeichner und Autor
- Moumoglou, Aristidis (* 1942), griechischer Basketballspieler
- Moumou, Brahim (* 2001), deutsch-marokkanischer Fußballspieler
- Moumouni Djermakoye, Adamou (1939–2009), nigrischer Offizier, Politiker und Diplomat
- Moumouni Djermakoye, Moussa (1944–2017), nigrischer Offizier und Politiker
- Moumouni, Abdou (1929–1991), nigrischer Physiker
- Moumouni, Aïssata (1939–2021), nigrische Pädagogin und Politikerin
- Moumouni, Fatima (* 1992), Schweizer Künstlerin
- Moumouni, Yacouba (* 1966), nigrischer Sänger und Flötist

### Moun
- Mounayer, Eustathe Joseph (1925–2007), syrischer Geistlicher, Erzbischof im syrisch-katholischen Erzbistum Damaskus
- Mouncey, Hannah (* 1989), australische Handballspielerin
- Moundélé-Ngollo, Adélaïde (* 1944), kongolesische Politikerin (Republik Kongo)
- Moundir, Adam (* 1995), schweizerisch-marokkanischer Tennisspieler
- Moundounga, Rodrigue (* 1982), gabunischer Fußballspieler
- Mounds, Maxi (* 1972), amerikanisches Modell, Stripperin, Autorin und Pornodarstellerin
- Mounfield, Gary (* 1962), britischer Rock-Musiker
- Moʻunga, Richie (* 1994), neuseeländischer Rugby-Union-Spieler
- Moungar, Fidèle (* 1948), tschadischer Politiker, Premierminister des Tschad
- Mounié, Steve (* 1994), beninischer FußballspielerSteve Mounié (* 1994)

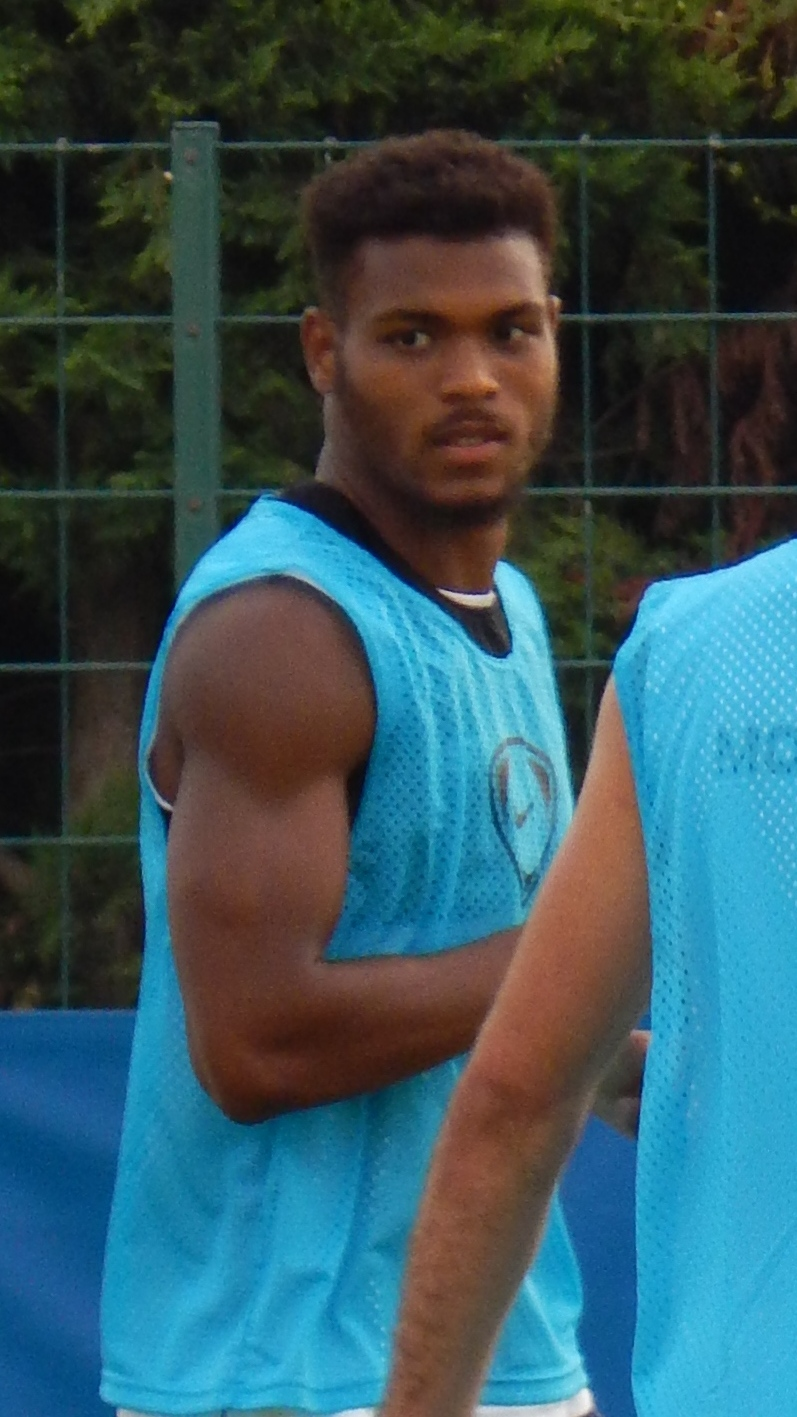
Steve Mounié (* 1994)

- Mounier, Anthony (* 1987), französischer Fußballspieler
- Mounier, Emmanuel (1905–1950), französischer Philosoph
- Mounier, Flo (* 1974), kanadischer Schlagzeuger der Band Cryptopsy
- Mounier, Germaine (1920–2006), französische Pianistin und Musikpädagogin
- Mounier, Jean-Jacques (* 1949), französischer Judoka
- Mounier, Jean-Joseph (1758–1806), Politiker während der Französischen Revolution
- Mounin, Georges (1910–1993), französischer Linguist, Romanist, Italianist und Übersetzungswissenschaftler
- Mounir, Mohamed (* 1954), ägyptischer Musiker
- Mounk, Alicja (* 1947), deutsche Dirigentin
- Mounk, Yascha (* 1982), US-amerikanischer und deutscher Historiker und Journalist
- Mounkaïla, Abdoulaye (* 1955), nigrischer Offizier
- Mounkaïla, Aïssata (* 1942), nigrische Politikerin
- Mounkaïla, Arouna (1938–2019), nigrischer Politiker und Diplomat
- Mounkaïla, Fatimata (* 1944), nigrische Pädagogin und Literaturwissenschaftlerin
- Mounla, Saadi, Politiker des Großlibanon
- Mounpain, Ousseini (* 1994), kamerunischer Fußballspieler
- Mounsey, Augustus Henry (1834–1882), britischer Botschafter
- Mounsey, Paul (* 1959), schottischer Musiker
- Mounsey, Tara (* 1978), US-amerikanische Eishockeyspielerin
- Mount Pleasant, Frank (1884–1937), US-amerikanischer Leichtathlet
- Mount, Anson (* 1973), US-amerikanischer Schauspieler und ModelAnson Mount (* 1973)

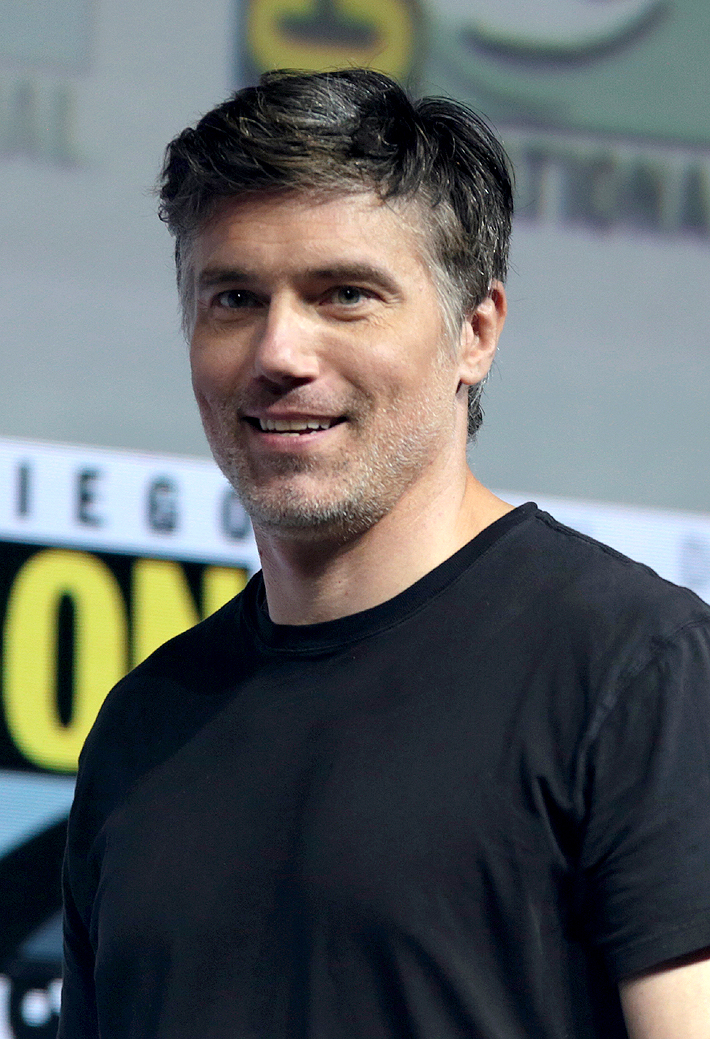
Anson Mount (* 1973)

- Mount, George (* 1955), US-amerikanischer Radrennfahrer
- Mount, James (1843–1901), Gouverneur von Indiana
- Mount, Mason (* 1999), englischer Fußballspieler
- Mount, William Sidney (1807–1868), US-amerikanischer Maler
- Mountain Chief, Leonard (1939–1999), US-amerikanischer indianischer Aktivist, Schauspieler und Countrymusiker
- Mountain Dreamer, Oriah (* 1954), kanadische Schriftstellerin
- Mountain, Edgar (1901–1985), britischer Mittelstreckenläufer
- Mountain, Marjorie, australische Tennisspielerin
- Mountain, Valerie (* 1942), britische Popsängerin
- Mountakis, Kostas (1926–1991), griechischer Lyraspieler
- Mountbatten, Alexander, 1. Marquess of Carisbrooke (1886–1960), britischer Offizier der Royal Navy und Peer
- Mountbatten, Edwina, Countess Mountbatten of Burma (1901–1960), britische Adlige, Ehefrau des letzten britischen Vizekönigs von IndienEdwina Mountbatten, Countess Mountbatten of Burma (1901–1960)

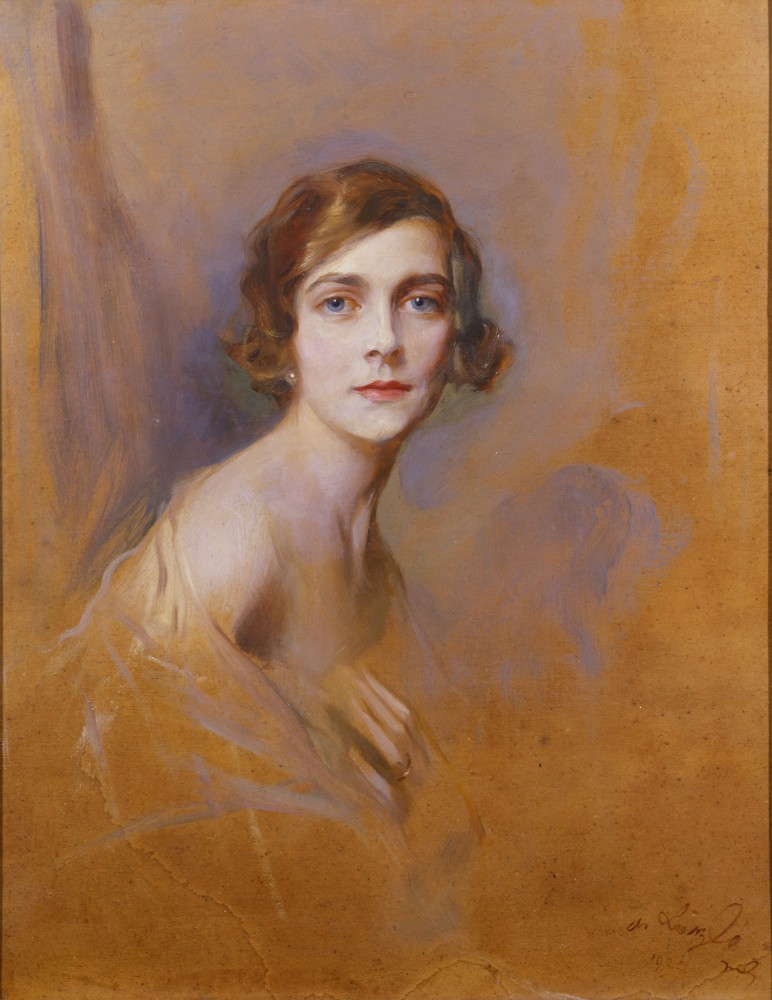
Edwina Mountbatten, Countess Mountbatten of Burma (1901–1960)

- Mountbatten, George, 2. Marquess of Milford Haven (1892–1938), deutsch-britischer Hochadliger und britischer Marineoffizier
- Mountbatten, George, 4. Marquess of Milford Haven (* 1961), britischer Unternehmer, Polospieler und Peer
- Mountbatten, Ivar (* 1963), britischer Adliger
- Mountbatten, Leopold (1889–1922), Mitglied der britischen Königsfamilie und des Hauses Battenberg
- Mountbatten, Louis, 1. Earl Mountbatten of Burma (1900–1979), britischer Adliger, Flottenadmiral und StaatsmannLouis Mountbatten, 1. Earl Mountbatten of Burma (1900–1979)

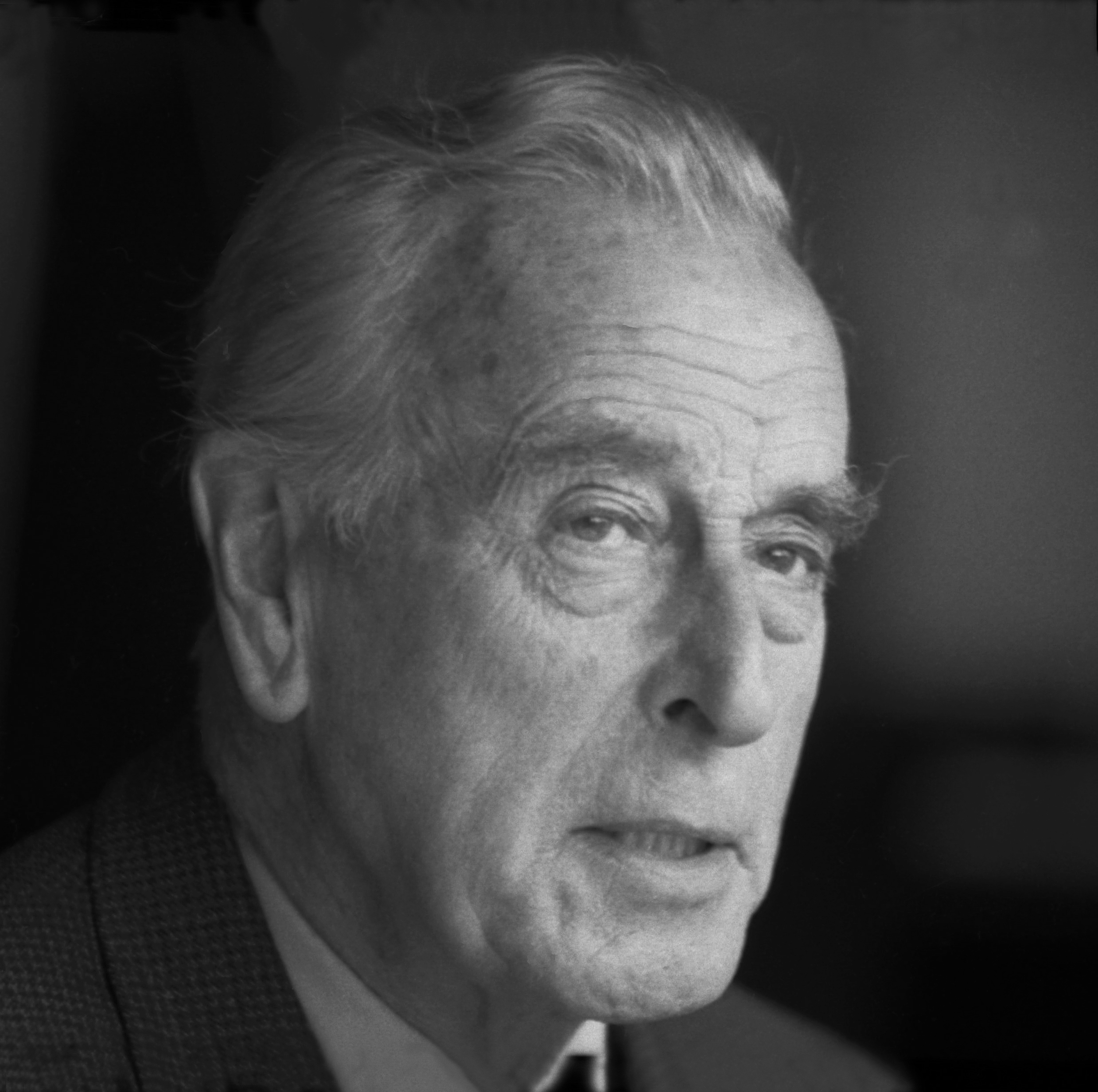
Louis Mountbatten, 1. Earl Mountbatten of Burma (1900–1979)

- Mountbatten, Louise (1889–1965), britisch-deutsche Prinzessin, durch Heirat Königin von Schweden
- Mountbatten, Nadejda, Marchioness of Milford Haven (1896–1963), Mitglied aus dem Hause Romanow-Holstein-Gottorp
- Mountbatten-Windsor, Archie (* 2019), britischer Adliger, Sohn von Prinz Harry, Duke of Sussex
- Mountbatten-Windsor, James, Earl of Wessex (* 2007), Mitglied der britischen Königsfamilie
- Mountbatten-Windsor, Louise (* 2003), Mitglied der britischen Königsfamilie
- Mountcastle, Vernon (1918–2015), US-amerikanischer Neurowissenschaftler
- Mountfield, Derek (* 1962), englischer Fußballspieler und -trainer
- Mountford, Charles (1890–1976), australischer Anthropologe und Ethnologe
- Mountford, Lori (* 1959), US-amerikanische Curlerin
- Mountford, Thomas, englischer Ritter
- Mountford, Tim (* 1946), US-amerikanischer Radrennfahrer
- Mountfort, Benjamin (1825–1898), neuseeländischer Architekt
- Mountfort, Guy (1905–2003), britischer Werbekaufmann, Amateur-Ornithologe, Naturschützer und Umweltschützer
- Mountfort, William (1664–1692), englischer Schauspieler und Dramatiker
- Mountin, Joseph Walter (1891–1952), US-amerikanischer Arzt im öffentlichen Gesundheitswesen
- Mountjoy, Doug (1942–2021), walisischer Snookerspieler
- Mountjoy, Eric W. (1931–2010), kanadischer Geologe
- Mountjoy, Penelope A. (1946–2025), britische Klassische Archäologin und Mykenologin
- Mountjoy, Richard (1932–2015), US-amerikanischer Politiker

### Mouq
- Mouquet, Jules (1867–1946), französischer Komponist

### Mour
- Mour, Liam (* 1990), deutscher Musikproduzent und Filmkomponist
- Mour, Selina (* 2000), deutsche Influencerin und Sängerin
- Moura Girão, José (1840–1916), portugiesischer Maler
- Moura Júnior, Wilson Rodrigues de (* 1984), brasilianischer Fußballspieler
- Moura, Alberto, brasilianischer Politiker
- Moura, Altamir de (1903–1988), brasilianischer Diplomat
- Moura, Ana (* 1979), portugiesische Fado-SängerinAna Moura (* 1979)

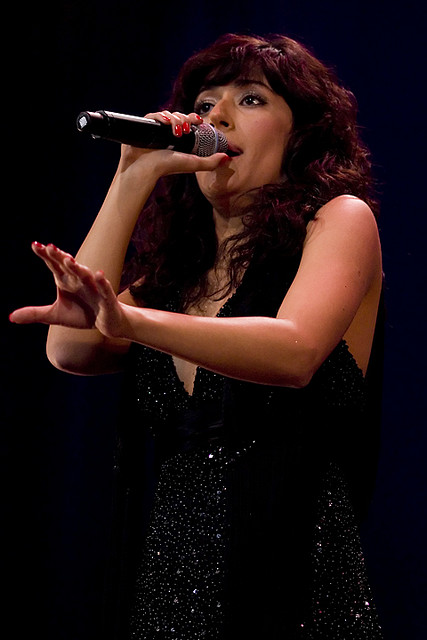
Ana Moura (* 1979)

- Moura, Ana Luisa Flôr (* 1986), portugiesische Badmintonspielerin
- Moura, Carlos (* 1964), brasilianischer Fußballspieler
- Moura, Clementina Carneiro de (1898–1992), portugiesische Malerin und Kunstprofessorin
- Moura, David (* 1987), brasilianischer Judoka
- Moura, Defensor (* 1945), portugiesischer Arzt und Politiker
- Moura, Eduardo Souto de (* 1952), portugiesischer Architekt
- Moura, Francisco de (1610–1675), portugiesischer Diplomat und Politiker
- Moura, Inácio de, osttimoresischer Dichter
- Moura, João Gilberto de (* 1963), brasilianischer Geistlicher, römisch-katholischer Bischof von Lins
- Moura, Joaquim Pina (1952–2020), portugiesischer Politiker und Wirtschaftswissenschaftler
- Moura, José Alberto (* 1943), brasilianischer Ordensgeistlicher, emeritierter römisch-katholischer Erzbischof von Montes Claros
- Moura, José Vicente (* 1937), portugiesischer Sportfunktionär
- Moura, Léo (* 1978), brasilianischer Fußballspieler
- Moura, Leonardo de, Informatiker
- Moura, Leonor de (1642–1706), Vizekönigin von Sizilien, Herzogin von Nocera
- Moura, Lucas (* 1992), brasilianischer FußballspielerLucas Moura (* 1992)

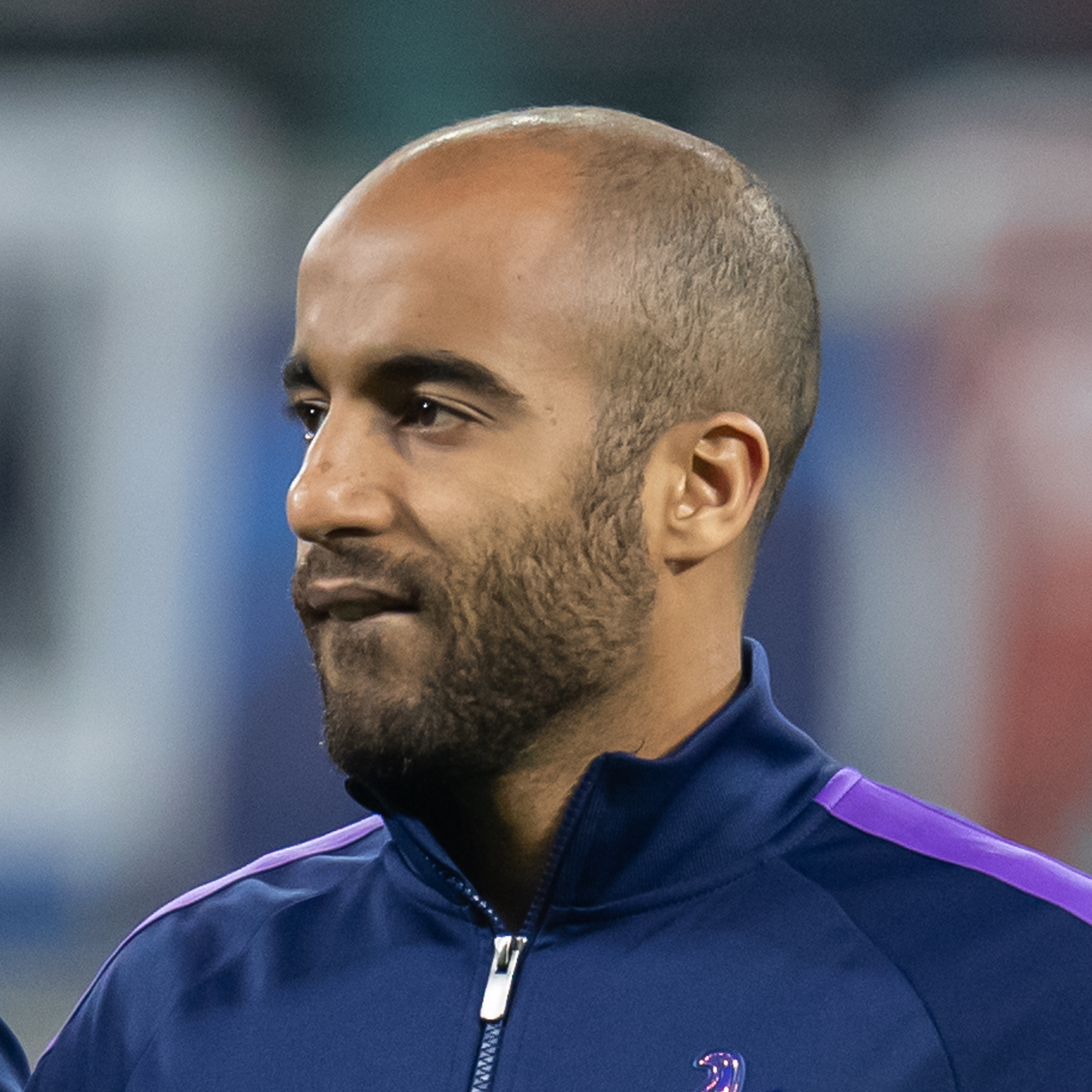
Lucas Moura (* 1992)

- Moura, Lucimar Aparecida de (* 1974), brasilianische Sprinterin
- Moura, Manuel de (1590–1651), portugiesischer Diplomat in Diensten Spaniens, Statthalter der habsburgischen Niederlande
- Moura, Michel (* 1962), mauritischer römisch-katholischer Geistlicher, Apostolischer Vikar von Rodrigues
- Moura, Paulo (1932–2010), brasilianischer Musiker
- Moura, Paulo (* 1959), portugiesischer Journalist
- Moura, Regildenia (* 1974), brasilianische Fußballschiedsrichterin
- Moura, Thiago (* 1995), brasilianischer Hochspringer
- Moura, Toninho (* 1954), brasilianischer Fußballtrainer
- Moura, Virgínia (1915–1998), portugiesische Bauingenieurin und politische Aktivistin
- Moura, Wagner (* 1976), brasilianischer SchauspielerWagner Moura (* 1976)

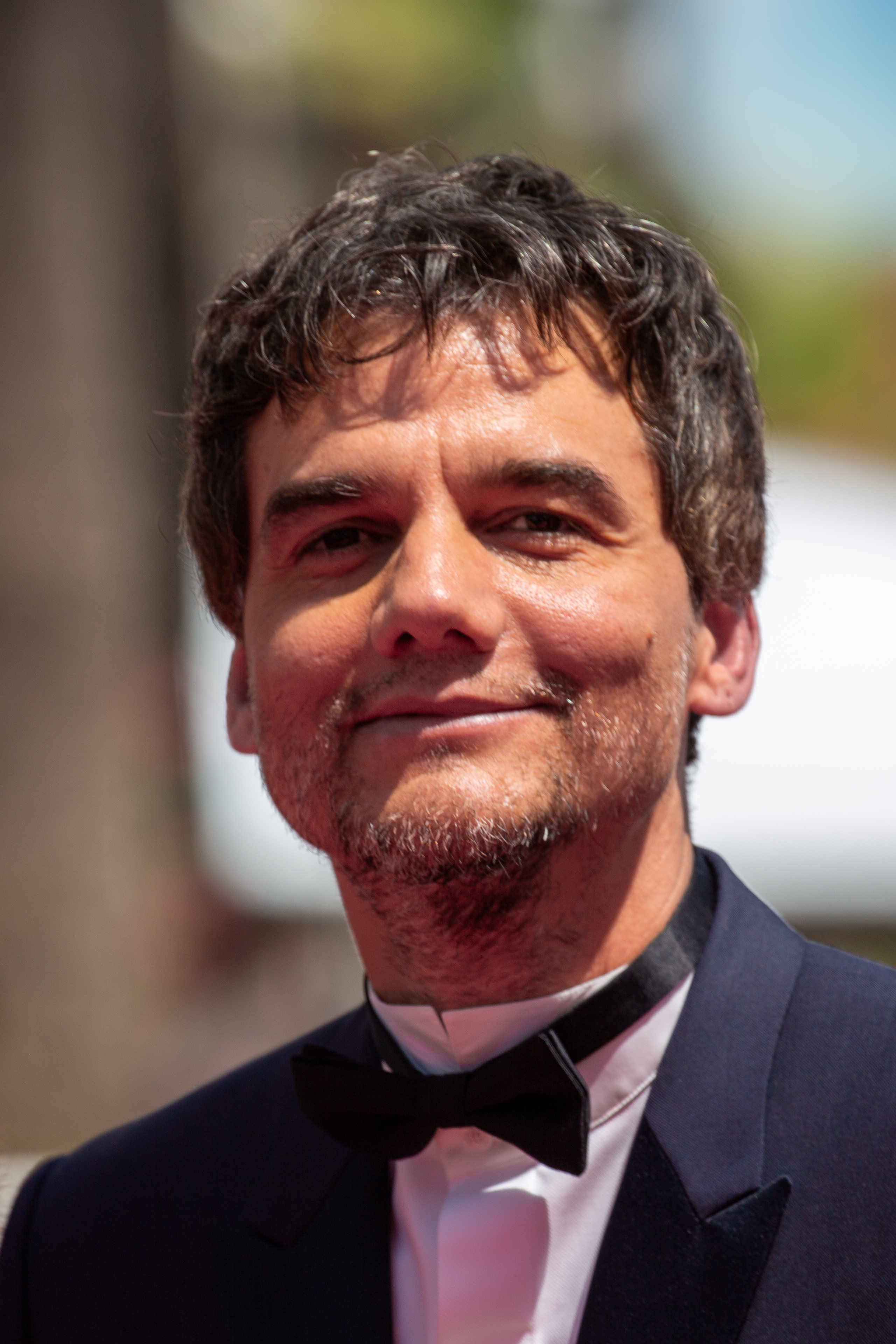
Wagner Moura (* 1976)

- Moura, Wander do Prado (* 1969), brasilianischer Hindernisläufer
- Moura-Komenan, Anthony (* 1986), ivorischer Fußballspieler
- Mourabit, Blaise Francis El (* 1983), deutsch-kongolesischer Menschenrechtsanwalt
- Mourad, Ahmed Mourad (* 1978), ägyptischer Thriller-Schriftsteller
- Mourad, George (* 1982), schwedisch-syrischer Fußballspieler
- Mourad, Julian Yacoub (* 1968), syrischer Geistlicher, syrisch-katholischer Erzbischof von Mosul
- Mourad, Kenizé (* 1939), französische Journalistin und Autorin
- Mourad, Kevork (* 1970), syrisch-armenischer Performancekünstler
- Mourad, Leila (1918–1995), ägyptische Filmschauspielerin und Sängerin
- Mourad, Mounir (1922–1981), ägyptischer Schauspieler, Komponist und Sänger
- Mourad, Olla (* 1998), katarische Tennisspielerin
- Mourad, Suleiman Ali, libanesischer Religionswissenschaftler und Fachbuchautor
- Mouradian, Mikaël Antoine (* 1961), armenischer Geistlicher
- Mourain de Sourdeval, Charles (1800–1879), französischer Romanist und Dialektologe
- Mourand, Raymond (1902–1978), französischer Radrennfahrer
- Mourant, Arthur Ernest (1904–1994), britischer Chemiker, Hämatologe und Genetiker
- Mourany, Antoine Hamid (1930–2012), libanesischer Geistlicher, Erzbischof von Damaskus der Maroniten
- Mourão Filho, Olímpio (1900–1972), brasilianischer General
- Mourão, Catarina (* 1969), portugiesische Regisseurin und Filmemacherin
- Mourão, Gabriela (* 1999), brasilianische Sprinterin
- Mourão, Gerardo Mello (1917–2007), brasilianischer Lyriker
- Mourão, Hamilton (* 1953), brasilianischer General, Politiker und Vizepräsident
- Mourão, Jaqueline (* 1975), brasilianische Sportlerin
- Mourão, Luís António de Sousa Botelho (1722–1798), portugiesischer hoher Beamter
- Mourão-Ferreira, David (1927–1996), portugiesischer Schriftsteller
- Mouratidi, Katharina (* 1971), deutsche Fotografin
- Mouratidis, Daniel (* 1977), deutscher Politiker (Bündnis 90/Die Grünen)
- Mouratidis, Giorgos (1927–2013), griechischer Fußballspieler
- Mouratoglou, Patrick (* 1970), französischer TennisspielerPatrick Mouratoglou (* 1970)

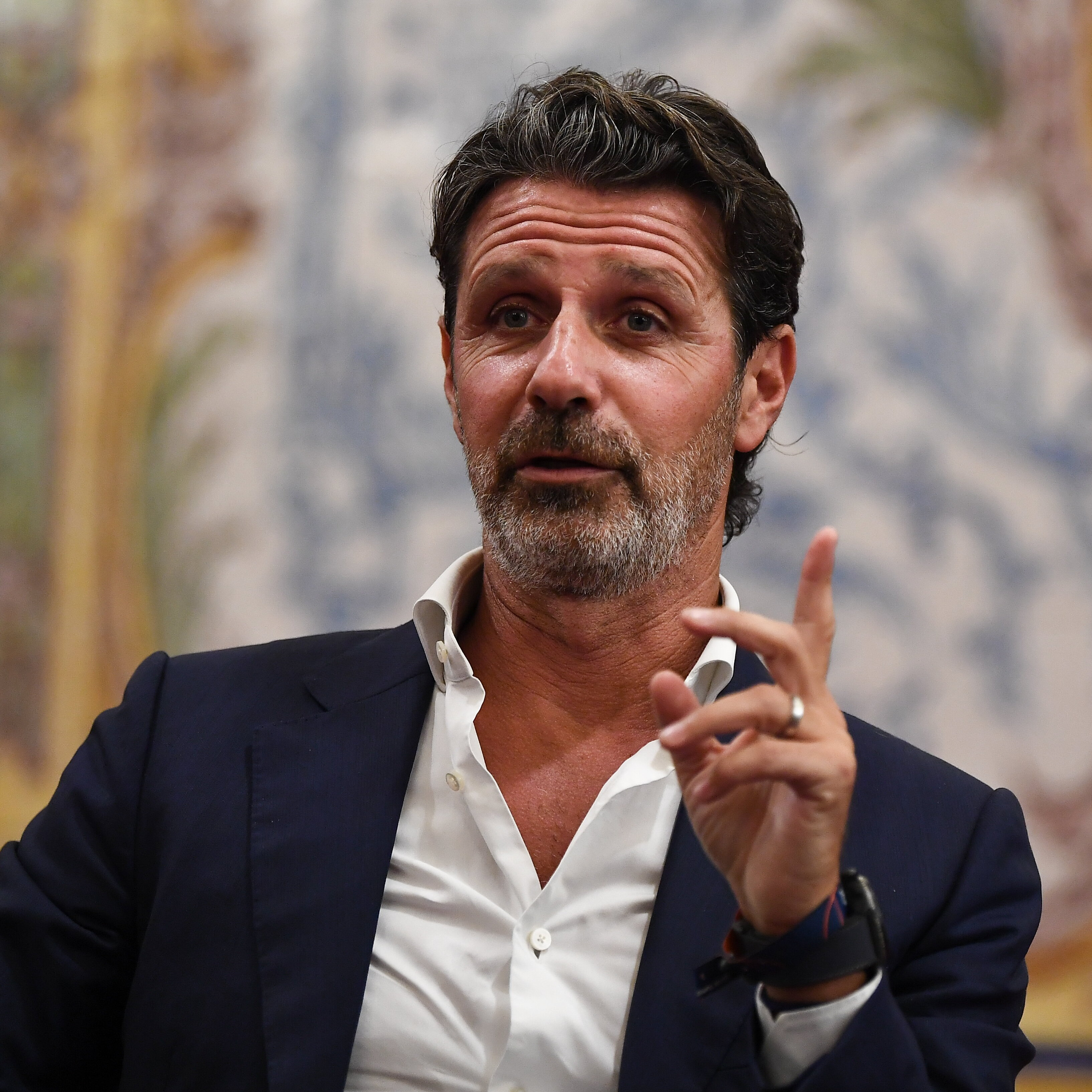
Patrick Mouratoglou (* 1970)

- Mouratoglou, Philippe (* 1973), französischer Gitarrist und Komponist (Klassik, Jazz)
- Moure-Mariño, Luis (1915–1999), spanischer Schriftsteller
- Moureaux, Philippe (1939–2018), belgischer Senator und Bürgermeister
- Mourelatos, Alexander Phoebus Dionysiou (* 1936), US-amerikanischer Philosophiehistoriker
- Mourelle, Francisco (1750–1820), spanischer Marineoffizier und Entdecker
- Mourer, Jean-Pierre (1897–1947), französischer Politiker
- Mourer-Chauviré, Cécile (* 1939), französische Paläornithologin
- Mouret, Emmanuel (* 1970), französischer Regisseur, Drehbuchautor und Schauspieler
- Mouret, Jean-Joseph (1682–1738), französischer Komponist
- Mouret, Roland (* 1961), französischer Modeschöpfer
- Moureu, Charles (1863–1929), französischer Chemiker
- Mourey, Francis (* 1980), französischer Radrennfahrer
- Mourgues, Odette de (1914–1988), französische Anglistin, Romanistin und Literaturwissenschaftlerin, Hochschullehrerin
- Mourguet, Laurent (1769–1844), französischer Figurenspieler
- Mourhit, Mohammed (* 1970), belgischer Langstreckenläufer marokkanischer Herkunft
- Mourie, Graham (* 1952), neuseeländischer Rugby-Union-Spieler
- Mourier, Jean-Louis (* 1962), französischer Comiczeichner
- Mourier, Louis (1873–1960), französischer Politiker, Mitglied der Nationalversammlung
- Mourier, Manja (1911–1991), dänische Artistin, Schauspielerin und Background-Sängerin
- Mourier, Patrice (* 1962), französischer Ringer
- Mourik Broekman, Lidi van (1917–2015), niederländische Bildhauerin und Malerin
- Mourik, Ger van (1931–2017), niederländischer Fußballspieler
- Mourik, Tom van (* 1957), niederländischer Politiker (VVD)
- Mourikis, Konstantinos (* 1988), griechischer Wasserballer
- Mourin, Louis (1913–2005), belgischer Romanist und Linguist
- Mourín, Teodolindo (1914–2008), argentinischer Fußballspieler
- Mourinho, Félix (1938–2017), portugiesischer Fußballtorhüter und Fußballtrainer
- Mourinho, José (* 1963), portugiesischer FußballtrainerJosé Mourinho (* 1963)

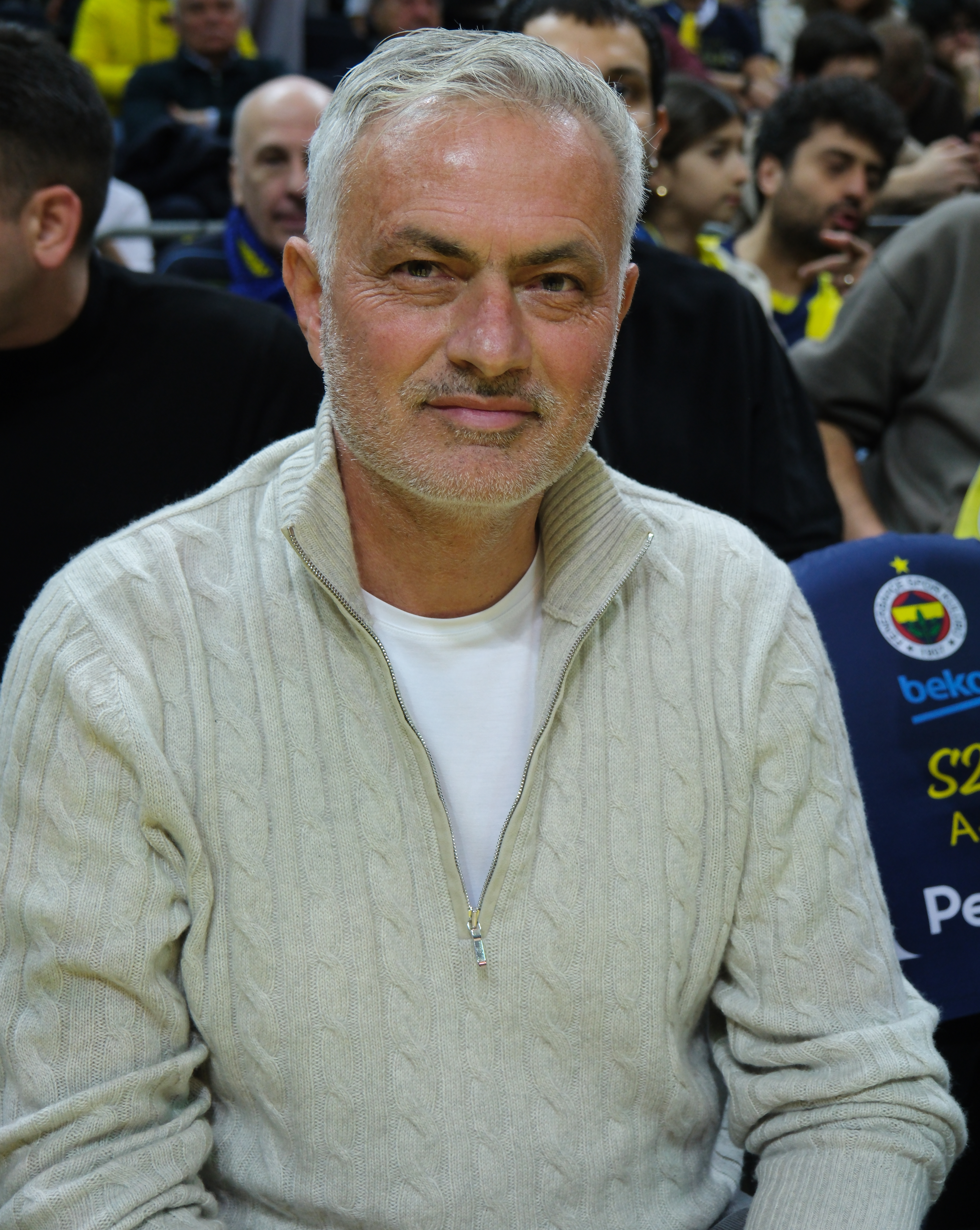
José Mourinho (* 1963)

- Mouriño, Eliseo (1927–1961), argentinischer Fußballspieler
- Mouriño, Juan Camilo (1971–2008), mexikanischer Politiker
- Mourioux, Jack (* 1948), französischer Radrennfahrer
- Mouris, Frank (* 1944), US-amerikanischer Animationsfilmer
- Mouris, Jens (* 1980), niederländischer Radrennfahrer
- Mouris, Wessel (* 2002), niederländischer Radrennfahrer
- Mouritsen, Henrik (* 1971), dänischer Biologe und Hochschullehrer
- Mouritzen, Silas (* 1903), grönländischer Landesrat
- Mourlevat, Jean-Claude (* 1952), französischer Kinderbuchautor
- Mourlon, André (1903–1970), französischer Sprinter
- Mourlon, René (1893–1977), französischer Sprinter
- Mourlot, Fernand (1895–1988), französischer Drucker und Verleger
- Mourning, Alonzo (* 1970), US-amerikanischer BasketballspielerAlonzo Mourning (* 1970)

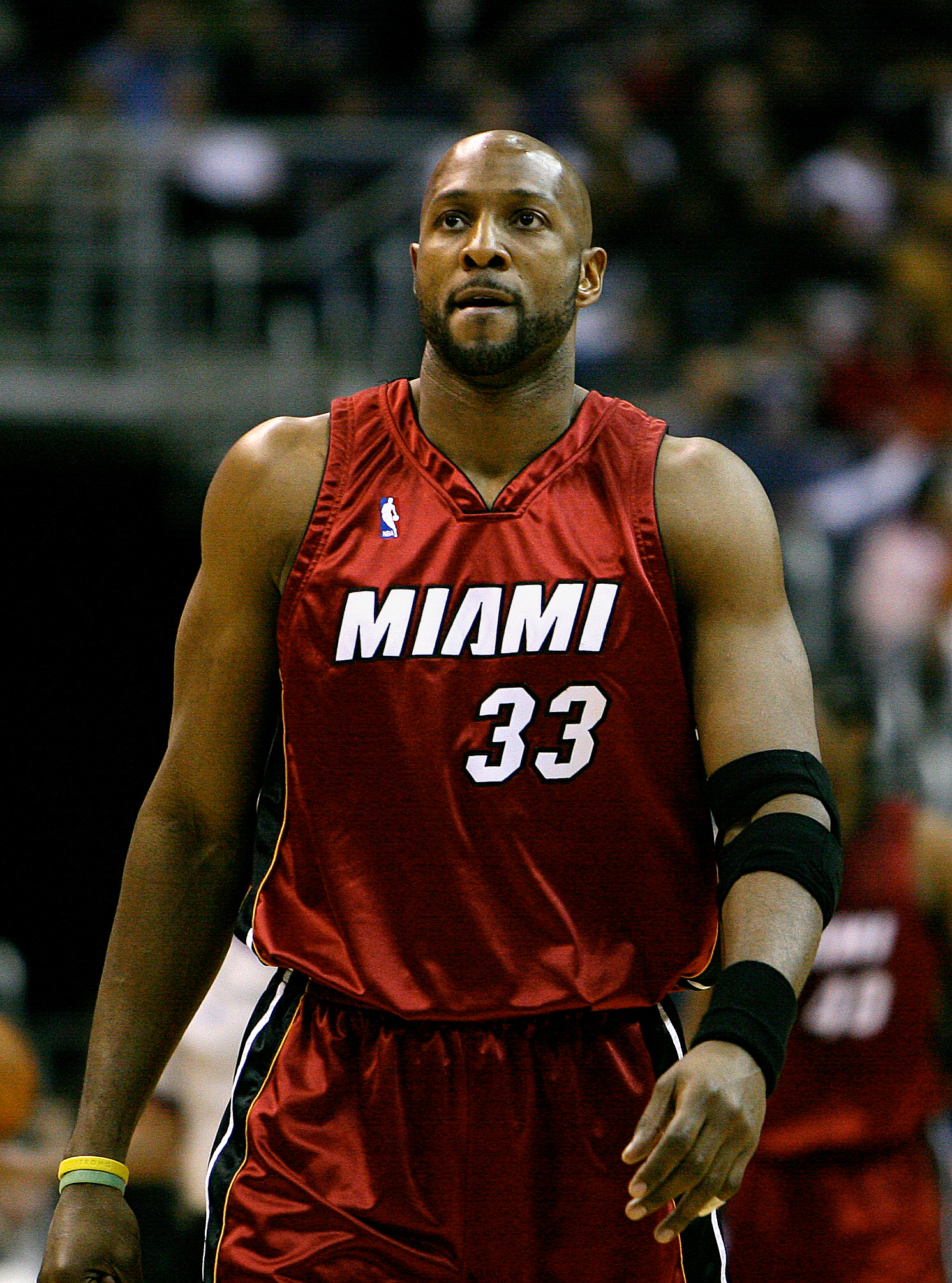
Alonzo Mourning (* 1970)

- Mouro, José Tadeu Júnior (* 1986), brasilianischer Fußballspieler
- Mouron, Didier (* 1958), Schweizer Künstler
- Mouron, Quentin (* 1989), Schweizer Schriftsteller
- Mourou, Abdelfattah (* 1948), tunesischer Politiker und islamischer Theologe
- Mourou, Gérard (* 1944), französischer Physiker
- Mourou-Vikström, Stéphanie (* 1970), monegassische Juristin und Richterin am Europäischen Gerichtshof für Menschenrechte
- Mouroum, Marie (* 1992), deutsche Stuntfrau, Sportmodel und Schauspielerin
- Mourousis, Constantin (1730–1787), moldauischer Fürst
- Mouroutsos, Michalis (* 1980), griechischer Taekwondoin
- Mourrut, Étienne (1939–2014), französischer Politiker, Mitglied der Nationalversammlung
- Mourta, Despina (* 1996), griechische Sprinterin
- Mourtada, Ali (* 1999), libanesischer Leichtathlet
- Moury, Jules-Joseph (1873–1935), französischer Ordensgeistlicher, Apostolischer Vikar der Elfenbeinküste

### Mous
- Mous, Xavier (* 1995), niederländischer Fußballspieler
- Mousa, Ahmed al- (* 1981), saudi-arabischer Fußballspieler
- Mousa, Kamel al- (* 1982), saudi-arabischer Fußballspieler
- Mousa, Moataz al- (* 1987), saudi-arabischer Fußballspieler
- Mousa, Naya (* 1997), syrisch-US-amerikanischer Schauspieler
- Mousa, Nooh al- (* 1991), saudi-arabischer Fußballspieler
- Mousa, Samira, deutsche Autorin und Bloggerin
- Mousaco, Bernardina (* 1992), osttimoresische Fußballspielerin
- Mousaco, Raúl da Cunha, osttimoresischer Politiker
- Mousasi, Gegard (* 1985), niederländischer Kampfsportler
- Mousavi, Abdolrahim (* 1960), iranischer GeneralmajorAbdolrahim Mousavi (* 1960)

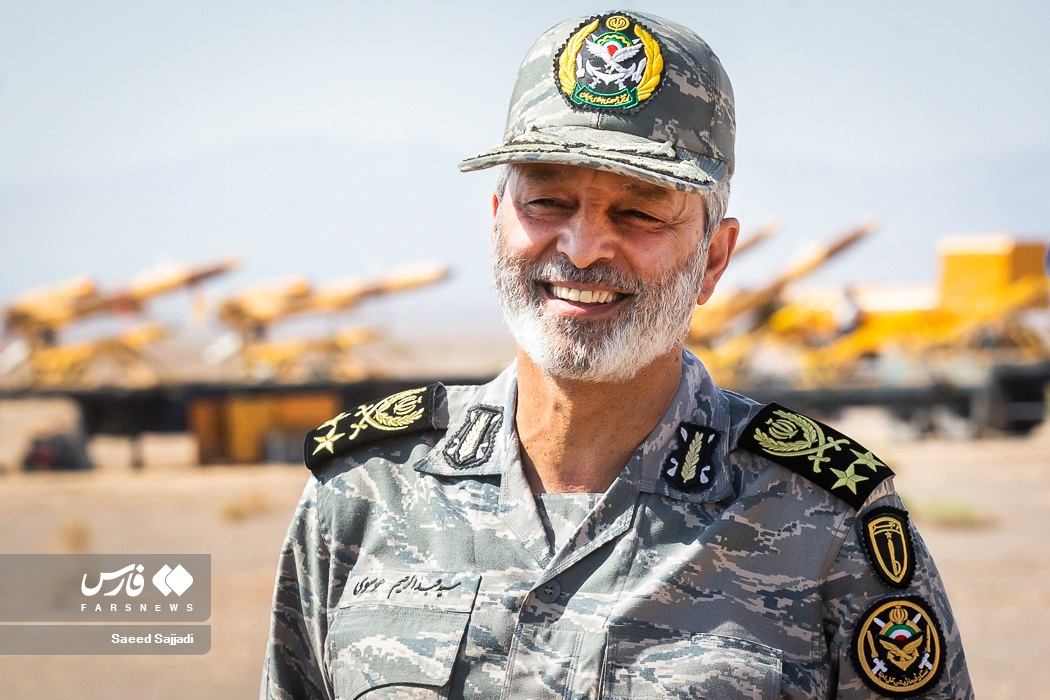
Abdolrahim Mousavi (* 1960)

- Mousavi, Alireza (* 1990), iranischer Handballspieler
- Mousavi, Kaveh (* 1985), iranischer Hammerwerfer
- Mousavian, Hossein (* 1957), iranischer Diplomat
- Mouse, Jack (1946–2024), US-amerikanischer Jazzmusiker (Schlagzeug, Komponist)
- Mouse, Lil (* 1999), US-amerikanischer Rapper
- Mouse, Stanley (* 1940), US-amerikanischer Künstler
- Mousel, Sophie (* 1991), luxemburgische Schauspielerin
- Mouser, Dru (* 1971), US-amerikanische Schauspielerin
- Mouser, Grant E. (1868–1949), US-amerikanischer Politiker
- Mouser, Grant E. junior (1895–1943), US-amerikanischer Politiker
- Mouser, Mary Matilyn (* 1996), US-amerikanische Schauspielerin
- Mousichidis, Daniel (* 2005), deutscher Turner
- Mousikou, Elena (* 1988), zyprische Bogenschützin
- Mousinho, César († 1975), portugiesischer Administrator, Offizier und osttimoresischer Politiker
- Mouskouri, Nana (* 1934), griechische Sängerin und Politikerin, MdEPNana Mouskouri (* 1934)

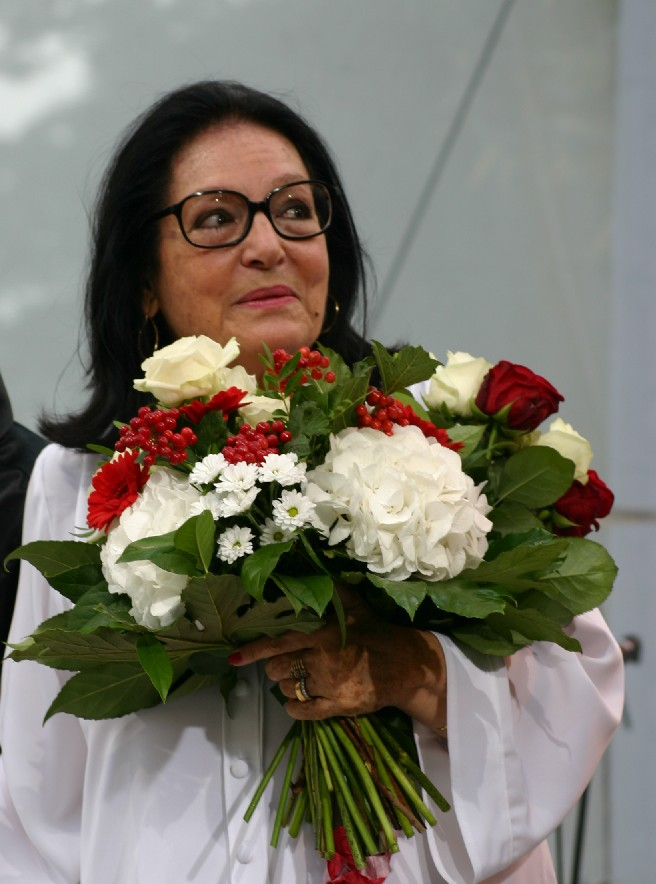
Nana Mouskouri (* 1934)

- Mousley, Bradley (* 1996), australischer Tennisspieler
- Mousli, Lillian (* 1960), US-amerikanisch-deutsche Comiczeichnerin, Illustratorin und Malerin
- Mousli, Tarek (* 1959), libanesischer Terrorist der Revolutionären Zellen
- Mousnier, Roland (1907–1993), französischer Historiker
- Mousny, Eugénie (1911–2011), Schweizer Radiomoderatorin
- Mouson, August (1874–1958), deutscher Unternehmer
- Mouson, August Friedrich (1768–1837), deutscher Unternehmer
- Mouson, Friedrich Caspar (1802–1866), deutscher Unternehmer und Kommunalpolitiker
- Mouson, Fritz (1884–1926), deutscher Seifen- und Parfüm-Fabrikant
- Mouson, Johann Daniel (1839–1909), deutscher Unternehmer und Kommunalpolitiker
- Mouson, Johann Georg (1812–1894), deutscher Unternehmer und Kommunalpolitiker
- Mouson, Johann Jacques (1842–1915), deutscher Unternehmer
- Mousos, griechischer Bildhauer
- Moussa Adamo, Michaël (1961–2023), gabunischer Politiker
- Moussa Gros, Hadiza (* 1960), nigrische Politikerin
- Moussa Gros, Hamadou (* 1953), nigrischer Offizier und Politiker
- Moussa, Bessa (* 1960), algerischer Radrennfahrer
- Moussa, Boubacar (* 1932), nigrischer Lehrer und Politiker
- Moussa, Eddie (1984–2010), schwedischer Fußballspieler
- Moussa, Ibrahim (1946–2012), ägyptisch-US-amerikanischer Filmproduzent
- Moussa, Karim (* 2002), deutsch-ägyptischer E-Sportler
- Moussa, Laminou Mahamane († 2014), nigrischer Offizier
- Moussa, Moutari (* 1948), nigrischer Politiker
- Moussa, Mustapha (1962–2024), algerischer Boxer
- Moussa, Najib Mikhael (* 1955), irakischer Ordensgeistlicher, chaldäisch-katholischer Erzbischof von Mosul-Aqra
- Moussa, Omar (* 1961), dschibutischer Leichtathlet
- Moussa, Pierre (* 1941), kongolesischer Politiker, Premierminister der Republik Kongo
- Moussa, Raouf Salama (1929–2006), ägyptischer Bakteriologe und Verleger
- Moussa, Salama († 1958), ägyptischer Literat und Denker
- Moussa, Samy (* 1984), kanadischer Dirigent und Komponist
- Moussaieff, Dorrit (* 1950), isländische Juwelierin und ehemalige First Lady von Island
- Moussambani, Éric (* 1978), äquatorialguineischer Schwimmer
- Moussaoui, Hamza El (* 1993), marokkanischer Fußballspieler
- Moussaoui, Mohammed (* 1964), französischer Dozent; Präsident des Conseil français du culte musulman
- Moussaoui, Samir (* 1975), algerischer Mittelstreckenläufer
- Moussaoui, Zacarias (* 1968), französischer Terrorismusverdächtiger
- Moussaron, Jean Joseph Aimé (1877–1956), Erzbischof von Albi
- Moussaron, Jean-Pierre (1938–2012), französischer Hochschullehrer und Jazzautor
- Moussat, Émile (1885–1965), französischer Autor, Dichter, Romanist und Sprachpurist
- Moussault-Ruys, Wilhelmina Jacoba (1904–1999), niederländische Landschaftsgärtnerin
- Moussavi, Farshid (* 1965), britische Architektin
- Moussavi, Granaz (* 1974), iranische Lyrikerin und Filmemacherin
- Moussay, Benjamin (* 1973), französischer Jazzmusiker (Piano)
- Mousse T. (* 1966), deutsch-türkischer DJ und MusikproduzentMousse T. (* 1966)

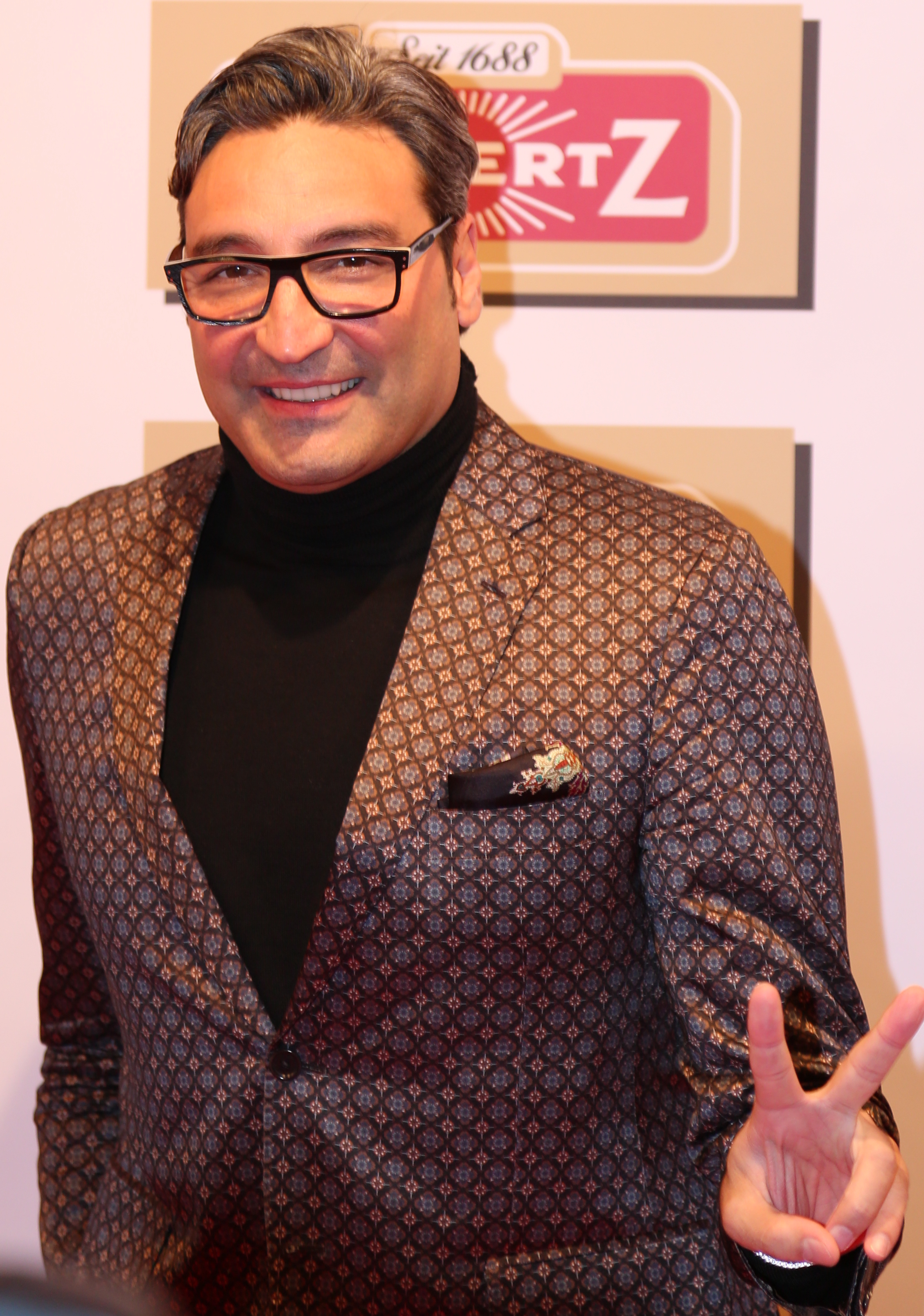
Mousse T. (* 1966)

- Mousseau, Jean-Paul (1927–1991), kanadischer Maler und Bildhauer
- Mousseau, Joseph-Alfred (1837–1886), kanadischer Politiker
- Mousset, Jean-Germain (1876–1957), französischer Geistlicher und Apostolischer Vikar in Korea
- Mousset, Lys (* 1996), französischer Fußballspieler
- Mousset, Philippe (* 1955), französischer Geistlicher, Bischof von Périgueux
- Moussi, Guy (* 1985), französischer Fußballspieler
- Moussiaux, Georges (1884–1945), belgischer römisch-katholischer Geistlicher und Märtyrer
- Moussier, Sabine (* 1966), deutsch-mexikanische Schauspielerin
- Moussilou, Matt (* 1982), französischer Fußballspieler
- Moussiopoulos, Nicolas (* 1956), griechischer Ingenieurwissenschaftler
- Moussiti-Oko, Bevic (* 1995), kongolesisch-französischer Fußballspieler
- Mousson, Albert (1805–1890), Schweizer Physiker
- Mousson, Heinrich (1866–1944), Schweizer Politiker und Anwalt
- Mousson, Jean-Marc (1776–1861), Schweizer Bundeskanzler
- Mousson, Johann Heinrich Emanuel (1803–1869), Stadtpräsident von Zürich, Bürgermeister des Kantons Zürich
- Mousson, Pierre (1559–1637), französischer Jesuit, Rhetorikprofessor und Tragödiendichter
- Moussy, Marcel (1924–1995), französischer Roman- und Drehbuchautor
- Moustache (1929–1987), französischer Jazzmusiker und SchauspielerMoustache (1929–1987)

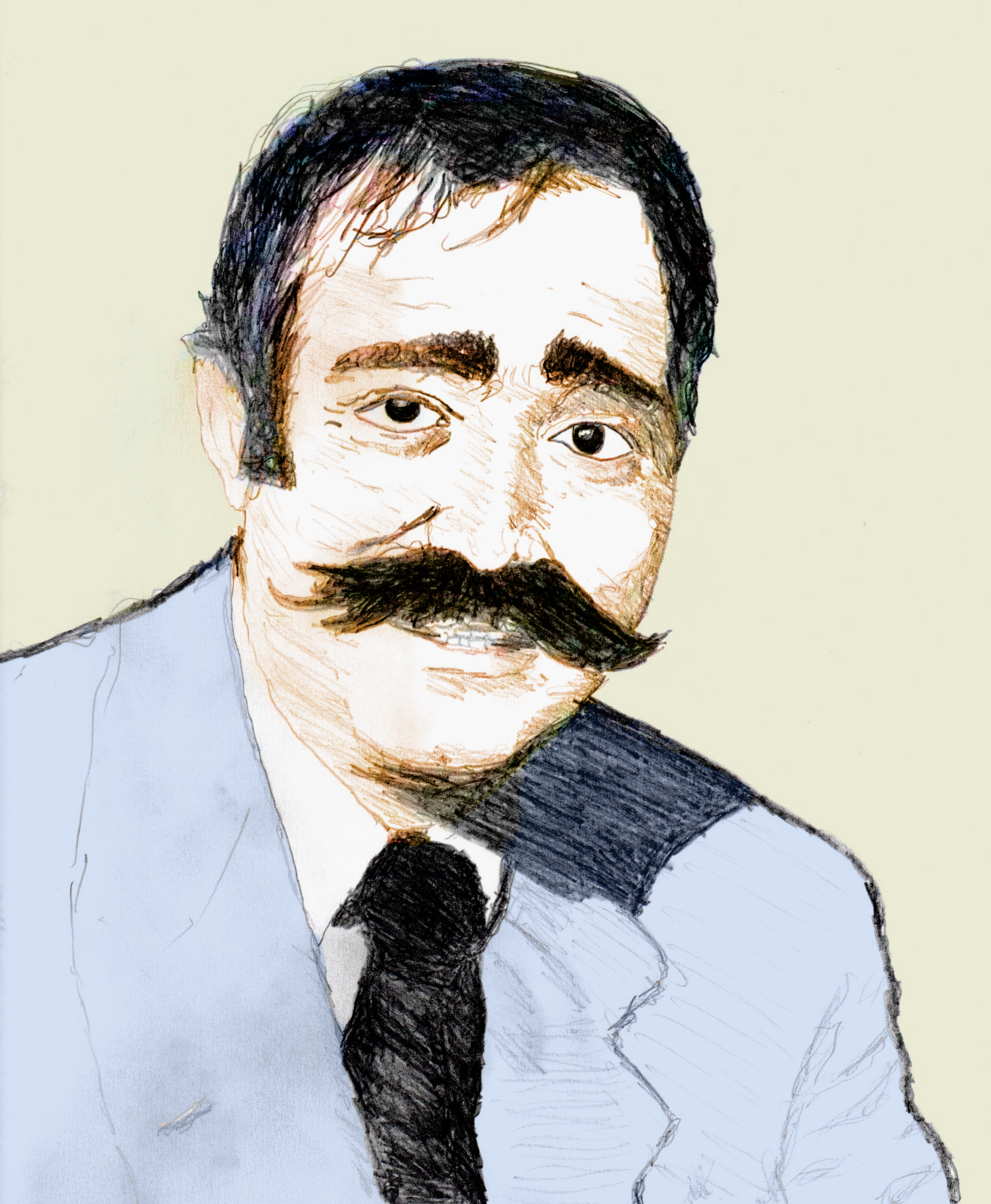
Moustache (1929–1987)

- Moustache, Axel (* 1981), rumänischer Schauspieler
- Moustache, Cliff (* 1952), seychellisch-norwegischer Schauspieler und Filmemacher
- Moustafa, Ahmed (1940–2022), ägyptischer Fußballspieler
- Moustafa, Hassan (* 1944), ägyptischer Sportwissenschaftler und Handballfunktionär, Präsident der IHF
- Moustafa, Ibrahim (1904–1968), ägyptischer Ringer
- Moustaki, Georges (1934–2013), französischer Sänger und LyrikerGeorges Moustaki (1934–2013)

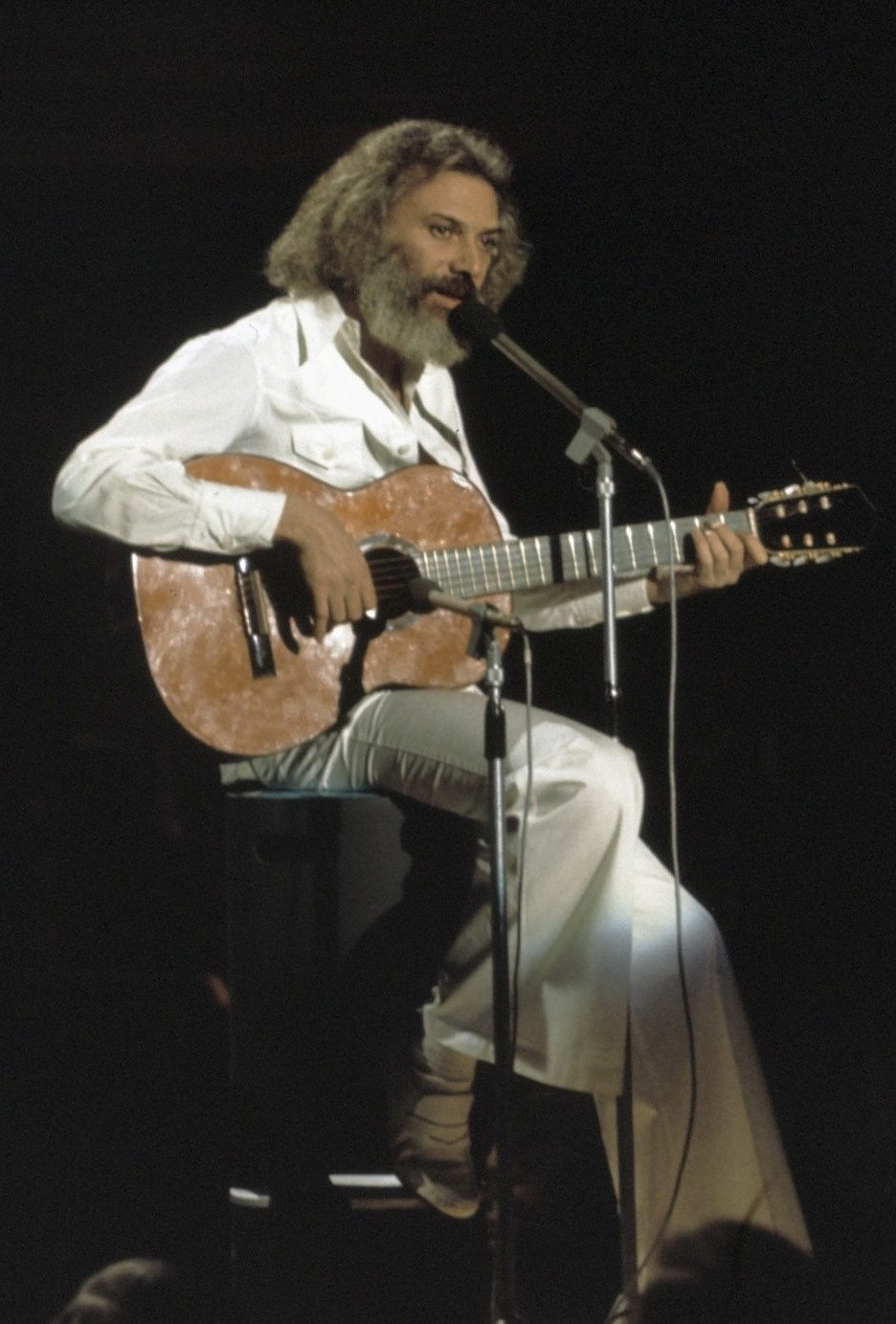
Georges Moustaki (1934–2013)

- Moustakopoulos, griechischer Sportschütze
- Moustaoui, Mohamed (* 1985), marokkanischer Mittelstreckenläufer
- Moustapha, Ali Alifei (* 1956), tschadischer Diplomat und Politiker
- Moustapha, Imad (* 1952), syrischer Diplomat
- Moustier, Alice (* 1986), deutsch-französische Autorin und Rednerin
- Moustier, Éléonore François Elie Moustier, marquis de (1751–1817), französischer Diplomat
- Moustier, Léonel de (1882–1945), französischer Politiker und Geschäftsmann
- Moustier, Tom (* 2002), französischer Fußballspieler
- Moustroufis, Nikos (* 1959), griechischer Squashspieler

### Mout
- Mout van der Meer, Douwe (* 1705), niederländischer Schausteller
- Mout, Nicolette (* 1945), niederländische Historikerin und Professorin
- Moutaoukkil, Meryem (* 1971), marokkanisch-deutsche Schauspielerin und Leichtathletin
- Moutari, Amadou (* 1994), nigrischer Fußballspieler
- Moutari, Kalla (* 1964), nigrischer Politiker
- Moutari, Ousmane (* 1952), nigrischer Diplomat
- Moutas, Dimitrios (* 1968), griechischer Fußballspieler
- Moutassime, Amney (* 2004), italienisch-marokkanischer Fußballspieler
- Moutat, Maurice (* 1954), kamerunischer Radrennfahrer
- Moutchnik, Alexander (* 1976), Historiker, Medienökonom und Hochschullehrer
- Moute, Luc Mbah a (* 1986), kamerunischer Basketballspieler
- Moutecidis, Pavlos (1930–2025), griechischer Schachkomponist
- Moutel, Denis (* 1952), französischer Priester, Bischof von Saint-Brieuc
- Moutet, Corentin (* 1999), französischer TennisspielerCorentin Moutet (* 1999)

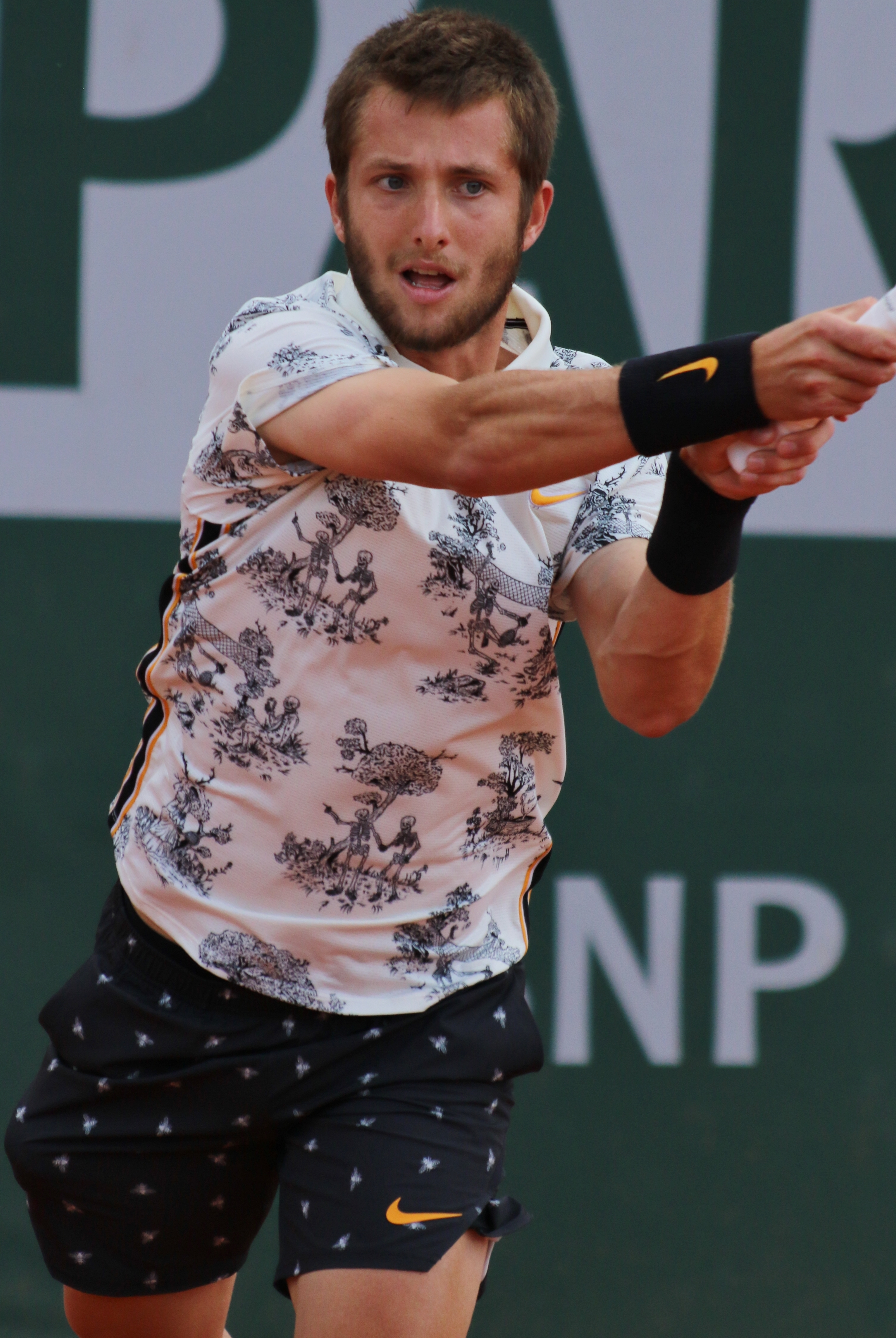
Corentin Moutet (* 1999)

- Moutet, Marius (1876–1968), französischer Politiker, Mitglied der Nationalversammlung, Senator und Minister
- Mouthon, Béatrice (* 1966), französische Triathletin
- Mouthon, Daniel (* 1952), Schweizer Musiker
- Mouthon-Michellys, Isabelle (* 1966), französische Triathletin
- Moutier, Louis (1831–1903), französischer Autor provenzalischer Sprache, Romanist, Grammatiker, Lexikograf und Dialektologe
- Moutin, François (* 1961), französischer Jazz-Bassist
- Moutin, Louis (* 1961), französischer Jazz-Schlagzeuger
- Moutinho, Hélder (* 1969), portugiesischer Sänger
- Moutinho, João (* 1986), portugiesischer FußballspielerJoão Moutinho (* 1986)

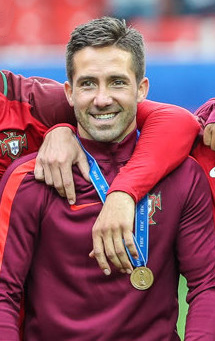
João Moutinho (* 1986)

- Moutinho, Pedro (* 1976), portugiesischer Fado-Sänger
- Moutinho, Thierry (* 1991), schweizerisch-portugiesischer Fussballspieler
- Moutinot, Laurent (* 1953), Schweizer Politiker (SP)
- Mouton, Albert, traditioneller Führer der Rehoboth Baster
- Mouton, Alexander (1804–1885), US-amerikanischer Politiker
- Mouton, André (1924–2017), französischer Häftling im KZ Dora-Mittelbau und Autor
- Mouton, Charles Homer (1823–1912), US-amerikanischer Politiker
- Mouton, Claude (1955–2021), französischer Jazz- und Manouche-Musiker
- Mouton, Elie (1643–1708), Karmelit und Missionsbischof
- Mouton, Fernand (1878–1945), US-amerikanischer Politiker
- Mouton, Gabriel (1618–1694), französischer Astronom und Mathematiker
- Mouton, Henri (1869–1935), französischer Biologe und Chemiker
- Mouton, Jane (1930–1987), US-amerikanische Wirtschaftswissenschaftlerin
- Mouton, Jean († 1522), franko-flämischer Komponist, Sänger und Kleriker der Renaissance
- Mouton, Louis (* 2002), französischer Fußballspieler
- Mouton, Marc M. (1901–1944), US-amerikanischer Politiker
- Mouton, Melba Roy (1929–1990), US-amerikanische Informatikerin
- Mouton, Michèle (* 1951), französische Rallye-FahrerinMichèle Mouton (* 1951)

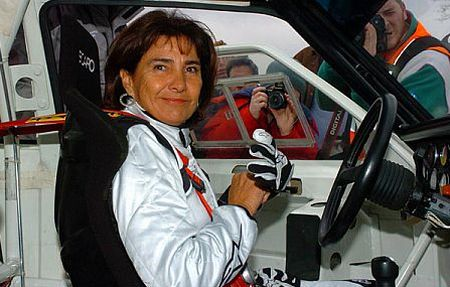
Michèle Mouton (* 1951)

- Mouton, Robert L. (1892–1956), US-amerikanischer Politiker
- Mouton-Duvernet, Régis Barthélemy (1770–1816), französischer Divisionsgeneral der Infanterie
- Moutoussamy, Samuel (* 1996), kongolesisch-französischer Fußballspieler
- Moutsassi, Steven (* 1986), kongolesischer Fußballschiedsrichterassistent
- Moutsopoulos, Evangelos A. (1930–2021), griechischer Philosoph
- Mouttet, Esther Kobel (* 1977), schweizerische evangelische Theologin

### Mouv
- Mouveau, Georges (1878–1959), französischer Kritiker, Maler und Bühnenbildner
- Mouvet, Jacques (* 1912), belgischer Bobsportler

### Mouy
- Mouy, Paul (1888–1946), französischer Wissenschaftshistoriker
- Mouyal, Armand (1925–1988), französischer Degenfechter
- Mouynet, Robert (* 1930), französischer Fußballspieler
- Mouyokolo, Loris (* 2001), französisch-kongolesischer Fußballspieler
- Mouyokolo, Steven (* 1987), französischer Fußballspieler

### Mouz
- Mouza al-Malki (* 1957), katarische Schriftstellerin und Psychologin
- Mouzat, Jean (1905–1986), französischer Hochschullehrer und Dichter okzitanischer Sprache
- Mouzenidis, Odysseas (* 1999), griechischer Kugelstoßer
- Mouzer, Iris (* 1937), britische Kugelstoßerin
- Mouzinho (* 2002), osttimoresischer Fußballspieler
- Mouzinho de Albuquerque, Joaquim Augusto (1855–1902), portugiesischer Militär und Beamter
- Mouzinho de Albuquerque, José (1886–1965), portugiesischer Springreiter
- Mouzinho, Delio Anzaqeci (* 2000), osttimoresischer Boxer
- Mouzo, Roberto (* 1953), argentinischer Fußballspieler
- Mouzon, Alphonse (1948–2016), US-amerikanischer Schlagzeuger, Komponist und ProduzentAlphonse Mouzon (1948–2016)

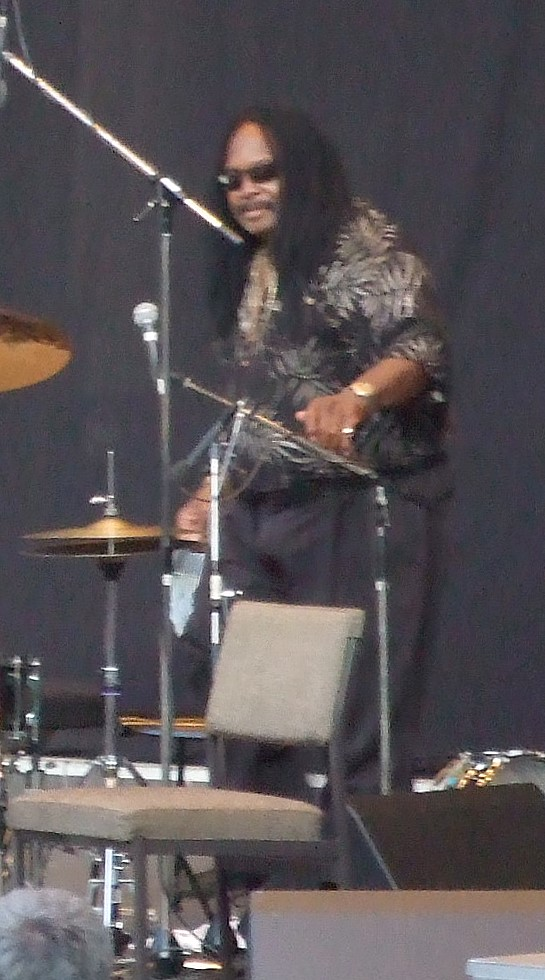
Alphonse Mouzon (1948–2016)